# Rigoletto
Rigoletto ist eine Oper von Giuseppe Verdi, die 1851 am Teatro La Fenice in Venedig uraufgeführt wurde. Das Libretto stammt von Francesco Maria Piave und beruht auf dem Melodrama Le roi s’amuse von Victor Hugo (1832). Die Oper wurde zunächst von der Zensur beanstandet; Verdi und Piave mussten daher unter anderem den ursprünglich vorgesehenen Titel La maledizione (Der Fluch) ändern sowie den Schauplatz von Paris nach Mantua verlegen. Die für Verdi wesentlichen Elemente, wie die verkrüppelte Hauptfigur Rigoletto und der Sack, in den dessen sterbende Tochter gesteckt wird, blieben jedoch erhalten.
Die Oper gilt als das erste Meisterwerk Verdis und begründete dessen Weltruhm. Verdi selbst hielt Rigoletto für eines seiner gelungensten Werke, und im Unterschied zu anderen Verdi-Opern gibt es keine Überarbeitungen oder Neufassungen. Rigoletto war schon bei der Uraufführung ein überwältigender Erfolg und wurde in den nächsten Jahren an fast allen europäischen Opernhäusern gespielt. In der zweiten Hälfte des 19. Jahrhunderts wurde das Libretto häufig als „Schauerstück“ und die Musik als triviale „Leierkastenmusik“ kritisiert; heute ist der Rang von Rigoletto beim Publikum wie bei den Fachleuten unbestritten. Die Oper gehört seit über 160 Jahren durchgängig zum Repertoire vieler Opernhäuser und ist nach wie vor eine der meistgespielten italienischen Opern, was sich nicht nur in regelmäßigen Neuinszenierungen, sondern auch in einer Vielzahl von Einspielungen auf Ton- und Bildträgern niederschlägt.

## Handlung

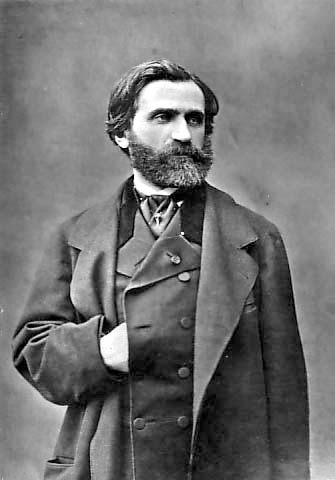
Giuseppe Verdi – Galleria nazionale d’arte moderna e contemporanea Roma

### Erster Akt
Erstes Bild: Im Palast des Herzogs von Mantua
Auf einem Ball in seinem Palast unterhält sich der Herzog von Mantua mit dem Höfling Borsa über ein unbekanntes, schönes Bürgermädchen, das er wiederholt in der Kirche gesehen hat. Der Herzog wendet sich der Gräfin Ceprano zu, die er für sich gewinnen will (Questa o quella). Sein buckliger Hofnarr Rigoletto verspottet den Ehemann der Gräfin, worauf dieser, unterstützt von den übrigen Höflingen, Rache schwört. Der Höfling Marullo überrascht die übrigen Höflinge mit der Nachricht, dass Rigoletto eine Geliebte habe (Gran nuova! Gran nuova!). Als Rigoletto dem Herzog vorschlägt, Ceprano verhaften oder köpfen zu lassen, um freie Bahn bei der Gräfin zu haben, beschließen die Höflinge, sich an Rigoletto zu rächen. Der Graf von Monterone, dessen Tochter vom Herzog entehrt wurde, erscheint auf dem Fest, um vom Herzog Rechenschaft zu fordern. Monterone wird von diesem abgewiesen und von Rigoletto ebenfalls verspottet (Ch’io gli parli). Monterone verflucht daraufhin den Herzog sowie Rigoletto und wird festgenommen.

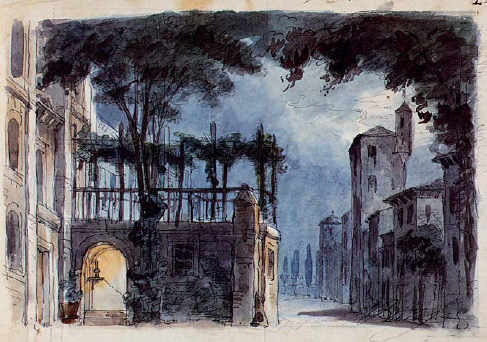
Erster Akt, 2. Bild: Die Kulissen von Giuseppe Bertoja für die Uraufführung von Rigoletto

Zweites Bild: Dunkle Sackgasse vor Rigolettos Haus
Der Fluch hat Rigoletto zutiefst beunruhigt. Nun eilt er nach Hause, um sich zu überzeugen, dass seine Tochter Gilda in Sicherheit ist (Quel vecchio maledivami!). In einer Sackgasse trifft er auf den Mörder Sparafucile, der ihm seine Dienste anbietet (Un uom di spada sta). Rigoletto weist ihn ab, erkundigt sich aber, wo er Sparafucile im Falle des Falles finden könne.
Rigoletto erkennt Parallelen zwischen sich und dem Mörder (Pari siamo! … io la lingua, egli ha il pugnale). Als er nach Hause kommt (Figlia! … – Mio padre!), wird er von Gilda nach ihrer Herkunft und Familie gefragt. Er verweigert ihr aber die Auskunft und nennt ihr nicht einmal seinen Namen (Padre ti sono, e basti). Rigoletto schärft Gilda ein, das Haus außer zum Kirchgang nicht zu verlassen. Giovanna, Gildas Gesellschafterin, wird ermahnt, die Haustüre immer geschlossen zu halten. Dann kehrt er in den Palast zurück. Der verkleidete Herzog hat sich aber bereits in Rigolettos Haus geschlichen und erkennt, dass die Unbekannte aus der Kirche Rigolettos Tochter ist. Er stellt sich Gilda als armer Student vor und erklärt ihr seine Liebe (È il sol dell’anima, la vita è amore). Währenddessen bereiten vor dem Haus die Höflinge die Entführung Gildas vor. Giovanna meldet, dass draußen Schritte zu hören sind, woraufhin der Herzog durch den Hinterausgang verschwindet.
Gilda schaut ihm versonnen von ihrem Balkon nach (Gualtier Maldè!), aber die maskierten Höflinge stehen mit einer Leiter bereit, um die vermeintliche Geliebte Rigolettos zu entführen. Rigoletto kehrt, von bösen Ahnungen getrieben, zurück. Die Höflinge machen ihn glauben, sie würden gerade die Gräfin Ceprano entführen. Rigoletto wird maskiert, er hält die Leiter, die aber nicht an Cepranos Haus, sondern an sein eigenes angelegt wird. Erst als er Gildas Hilferuf hört (Soccorso, padre mio!), wird ihm klar, was gespielt wird; er sucht in seinem Haus vergeblich nach seiner Tochter (wobei er nicht „Gilda, Gilda“ ruft, wie in etlichen Einspielungen und Inszenierungen zu hören ist), und er erinnert sich erneut an Monterones Fluch (Ah, la maledizione).

### Zweiter Akt
Im Palast des Herzogs
Im Palast ist der Herzog verärgert, dass seine neue Geliebte entführt wurde (Ella mi fu rapita! … Parmi veder le lagrime). Als die Höflinge ihm erzählen, sie hätten diese entführt und bereits in sein Schlafzimmer gebracht, eilt er freudig zu ihr. Rigoletto kommt auf der Suche nach Gilda in den Palast und fordert von den Höflingen, die ihn verhöhnen (Povero Rigoletto!), Auskunft über das Schicksal seiner Tochter. Die Höflinge erschrecken zwar, als sie erfahren, dass es sich bei Gilda um Rigolettos Tochter handelt, aber sie verweigern ihm den Zutritt zum Herzog, worauf er sie in ohnmächtiger Wut beschimpft (Cortigiani, vil razza dannata).
Gilda kommt aus dem Schlafzimmer des Herzogs und wirft sich in die Arme ihres Vaters (Mio padre! – Dio! Mia Gilda!). Rigoletto muss erkennen, dass seine Tochter nicht nur entführt und entehrt wurde, sondern sich auch in den Herzog verliebt hat. In diesem Moment wird Monterone auf dem Weg zum Kerker vorbeigeführt. Als Monterone beklagt, dass er den Herzog vergebens verflucht habe, schwört Rigoletto dem Herzog Rache (Sì, vendetta, tremenda vendetta).

### Dritter Akt
Straße vor Sparafuciles Haus, dreißig Tage später
Um seine Tochter von ihrer Liebe zum Herzog abzubringen, besucht Rigoletto mit ihr heimlich die Schenke Sparafuciles und zeigt ihr, wie der verkleidete Herzog (La donna è mobile) nun Sparafuciles Schwester Maddalena umgarnt (Un dì, se ben rammentomi). Er schickt seine Tochter, als Mann verkleidet, nach Verona und beauftragt (wieder ohne seinen wahren Namen zu nennen: Egli è ‚delitto‘ ,punizion‘ son io – Er heißt ‚Verbrechen‘, ich heiße ‚Strafe‘) Sparafucile, den Herzog zu ermorden und ihm dessen Leiche in einem Sack zu übergeben (Venti scudi hai tu detto?). Als der Mörder die Tat ausführen will, stellt sich ihm seine Schwester in den Weg und bittet um das Leben des Gastes (Somiglia un Apoll quel giovine … io l’amo). Sparafucile lässt sich nach einigem Zögern umstimmen und will ersatzweise den nächsten Mann ermorden, der zur Tür hereinkommt, da er von Rigoletto schon den Vorschuss für eine Leiche erhalten hat. Gilda hat einen Teil des Gesprächs zwischen Sparafucile und Maddalena belauscht, sie beschließt, ihr Leben für den immer noch von ihr geliebten Herzog zu opfern (Io vo’ per la sua gettar la mia vita). Sie geht, gemäß Rigolettos Anweisung für die Flucht aus Mantua schon als Mann verkleidet, in die Schenke und wird von Sparafucile während des Höhepunkts eines Gewitters erstochen.
Um Mitternacht erscheint Rigoletto, um den Sack mit der Leiche in Empfang zu nehmen. Er glaubt schon, seine Rache sei gelungen (Della vendetta alfin giunge l’istante!), als er aus der Ferne die Stimme des Herzogs hört. Rigoletto öffnet den Leichensack und hält seine sterbende Tochter im Arm. Sie bittet ihren Vater noch um Vergebung, dann stirbt sie (V’ho ingannato … colpevole fui …). Rigoletto erkennt, dass sich der Fluch Monterones nicht am Herzog, sondern an ihm erfüllt hat (Ah, la maledizione).

## Entstehung

### Vorlagen
Dem Libretto zu Rigoletto liegt das Versdrama Le roi s’amuse von Victor Hugo zu Grunde, das seinerseits auf ältere Vorbilder, wie das 1831 erschienene Vaudeville-Stück Le Bouffon du Prince (‚Der Narr des Fürsten‘) von Anne-Honoré-Joseph Duveyrier und Xavier-Boniface Saintine, zurückgreift. In diesem Theaterstück sind wesentliche Handlungselemente bereits angelegt, es findet aber, entsprechend den Gepflogenheiten des Melodrams, ein gutes Ende: Der Herzog bereut hier seine Untaten und heiratet die Nichte des Narren Bambetto. Hugo machte aus diesem Stoff mit Le roi s’amuse ein Drama um den Renaissance-König Franz I. und seinen Narren Triboulet mit klarer politischer Stoßrichtung und wollte eine „Literatur des Volkes“ gegen eine „Literatur des Hofes“ setzen.

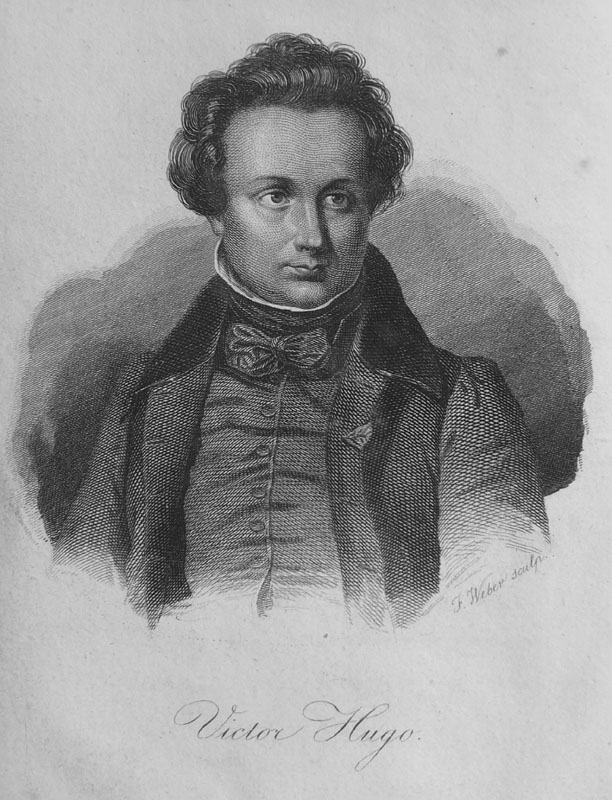
Victor Hugo um 1835 (entnommen den „Sämmtlichen Werken“ von 1835, Band 1, Stich von Friedrich Weber)

In einer zudem angespannten politischen Lage (die gescheiterte Julirevolution von 1830, die in die Einsetzung des Bürgerkönigs Louis-Philippe I. gemündet war, war allen Beteiligten noch gegenwärtig) war es dann kein Wunder, dass die Uraufführung des Stücks am 22. November 1832 zu einem riesigen Theaterskandal wurde. Anhänger Hugos sangen im Parkett Spottlieder auf den König und beantworteten das Pfeifkonzert des royalistischen Teils des Publikums mit dem Absingen der Marseillaise. Schließlich mündete die Aufführung in eine große Schlägerei, und am nächsten Tag wurden weitere Aufführungen des Stücks polizeilich verboten. Die zweite Aufführung fand in Paris erst zum 50. Jahrestag dieses Skandals am 22. November 1882 statt, also auch lange nach der Pariser Erstaufführung von Rigoletto im Jahre 1856.
Verdi hatte Hugos Drama 1850 bei der Suche nach einem Stoff für eine Oper, die im folgenden Jahr für Venedig am Theater La Fenice geplant war, erstmals gelesen und war davon sofort begeistert, wenngleich er die Bedeutung von Le roi s’amuse, das heute nur noch als Vorlage von Rigoletto bekannt ist, weit überschätzte:

„Oh, Le roi s’amuse ist der großartigste Stoff und vielleicht sogar das größte Drama der Moderne. Triboulet ist einer Erfindung Shakespeares würdig!! […] Als ich bei der Durchsicht verschiedener Sujets Le roi s’amuse durchging, durchfuhr es mich wie ein Blitz, wie eine plötzliche Erleuchtung […].“

Verdi begann diese Oper unter dem Titel La maledizione (‚Der Fluch‘) zu schreiben und stellte die geplante (und später nie ausgeführte) Oper Re Lear zurück. Den Auftrag für das Libretto erhielt Francesco Maria Piave, mit dem Verdi bereits bei den Opern Ernani (1844, ebenfalls nach einem Drama Hugos), I due Foscari (1844), Macbeth (1847), Il corsaro (1848) und Stiffelio (1850) zusammengearbeitet hatte.
Die Übereinstimmungen zwischen Hugos Drama und Piaves Libretto sind deutlich und um vieles größer als bei anderen von Verdi vertonten Dramen, die meist sehr weit vom Original abweichen. Zwar sind die Schauplätze und Eigennamen in Drama und Oper unterschiedlich, aber es stimmen nicht nur die wesentlichen Motive und die handelnden Personen überein, sondern sogar die einzelnen Szenen. „Mit Ausnahme der Arie des Herzogs zu Beginn des zweiten Aktes (‚Ella mi fu rapita!‘), haben alle ‚Nummern‘ der Oper eine direkte Entsprechung bei Hugo.“ Umgekehrt gibt es nur zwei Auftritte im Drama ohne Pendant bei Verdi. Auch der Leichensack im Schlussakt, um den Verdi mit der Zensurbehörde streiten musste, geht auf Hugo zurück. Mehr noch: Piave hat sogar einzelne Verse fast wörtlich übernommen, so die wohl berühmtesten der Oper: La donna è mobile, die Hugo angeblich in Schloss Chambord entdeckt hatte und König Franz zuschrieb: Souvent femme varie …
Trotz der großen Übereinstimmung mit Hugos Vorlage weicht das Libretto an entscheidenden Punkten davon ab, wobei erstaunlich ist, „mit welch geringen Änderungen im Äußeren die Unterschiede im Inneren erreicht werden“. Piave und Verdi machen aus Hugos politischem Tendenzstück eine weitgehend unpolitische, einem eigenständigen Konzept folgende Oper, was sich nicht zuletzt in der Titelgebung zeigt: Trotz der wiederholten, von der Zensur erzwungenen Änderungen des Titels (von La maledizione über Il duca di Vendôme zu Rigoletto) stand Hugos ursprünglicher Titel Le roi s’amuse nie zur Debatte.

### Auseinandersetzungen mit der Zensur

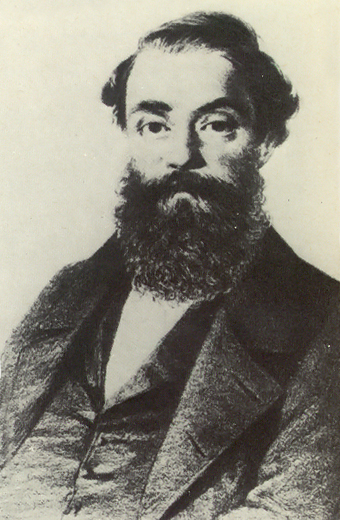
Francesco Maria Piave, Librettist von Rigoletto

Während Verdi in Triest noch an den letzten Proben des Stiffelio arbeitete, erfuhr er am 11. November 1850 von Carlo Marzari, dem Intendanten des Teatro La Fenice, dass die Behörden Einwände gegen das Stück haben und das Libretto einsehen wollen. Begründet wurde dies durch das „Gerücht […] wonach das Drama Le roi s’amuse von Victor Hugo, das der neuen Arbeit von Herrn Piave zu Grunde liegt, eine negative Aufnahme sowohl in Paris als auch in Deutschland gefunden habe: Grund dafür war die Ausschweifung, von der das Drama voll ist. Da die Ehrbarkeit des Dichters und des Maestro bekannt sind, hat die zentrale Direktion Vertrauen, dass das Sujet auf richtige Art entwickelt wird. Nur um sich dessen zu versichern, hat sie um Vorlage des Librettos gebeten.“ Mit einer solchen Reaktion der Behörden im österreichisch regierten Venedig hatte zwar nach den Ereignissen von 1832 eigentlich gerechnet werden müssen, aber Piave scheint die Situation falsch eingeschätzt zu haben.

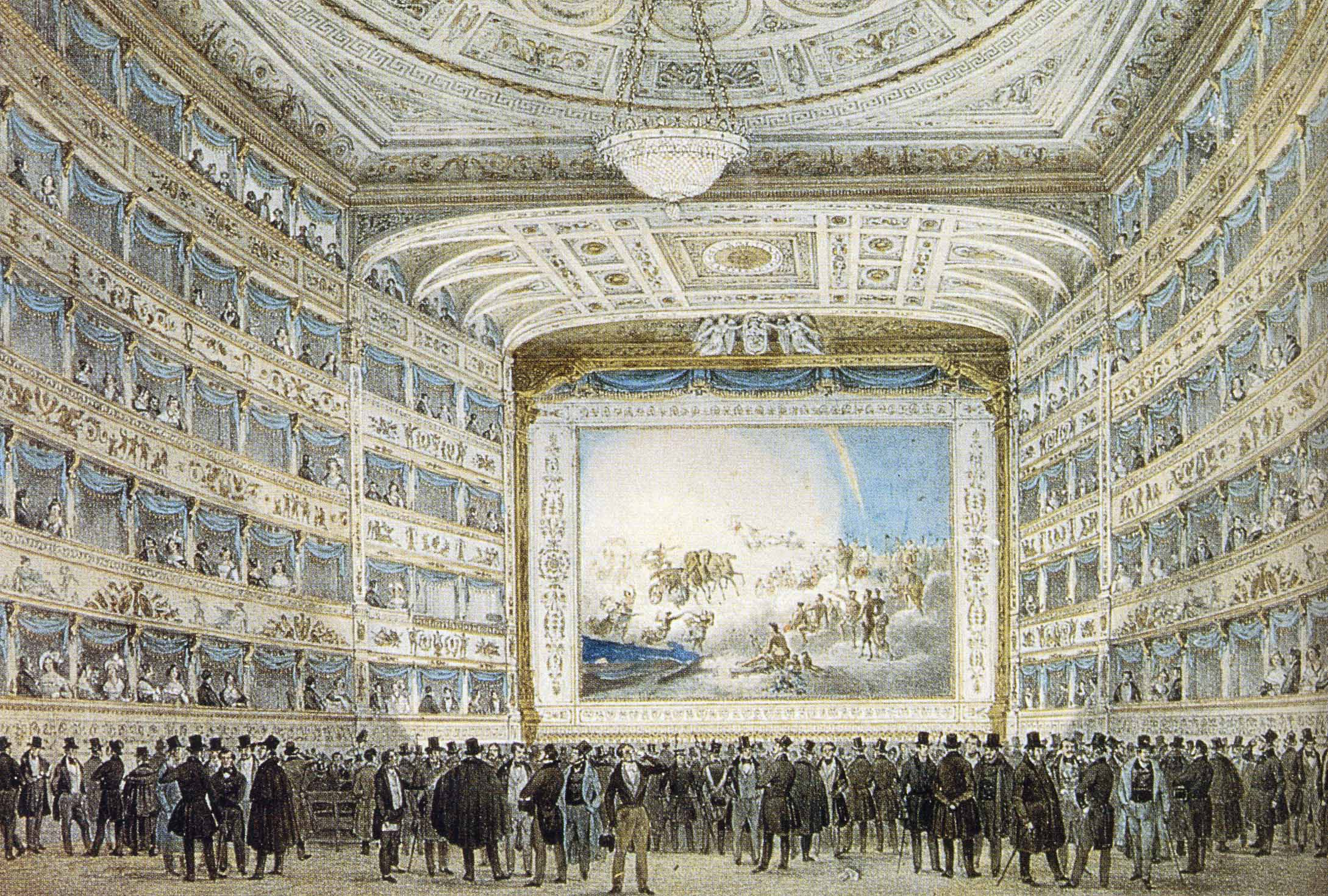
Das Theater La Fenice um 1837

Zu diesem Zeitpunkt, rund vier Monate vor der geplanten Uraufführung, war diese Entwicklung jedenfalls eine Katastrophe. Am 1. Dezember teilte Marzari Verdi dann mit, dass der Stoff von der Zensurbehörde endgültig abgelehnt worden sei und dass auch Piaves Vorschläge, König Franz durch einen zeitgenössischen Lehnsherrn zu ersetzen und einige „Ausschweifungen“ wegzulassen, nicht akzeptiert worden seien. Verdi, der sich bereits mitten in der Komposition befand, war über diesen Bescheid wütend (nicht zuletzt über den „vertrottelten“ Piave), aber auch verzweifelt. Er bot dem Fenice an, ersatzweise Stiffelio zu überarbeiten und persönlich in Venedig zu inszenieren. Nun schlug Piave die Umarbeitung von La maledizione in Il duca di Vendôme vor. Mit den damit verbundenen Änderungen war allerdings Verdi nicht einverstanden, da er dadurch den Charakter des Stücks und der Protagonisten entstellt sah; so wollte er beispielsweise keinesfalls auf Triboulets Buckel und auf den Leichensack im Schlussbild verzichten. An Mazari schrieb Verdi am 14. Dezember 1850: „[…] aus einem ursprünglichen, gewaltigen Drama hat man etwas ganz Banales und Leidenschaftsloses gemacht. […] als gewissenhafter Künstler kann ich dieses Libretto nicht komponieren.“
Die Situation war gründlich verfahren, als am 29. Dezember 1850 Piave Verdi in dessen Haus in Busseto aufsuchte, wo am nächsten Tag eine Vereinbarung geschlossen wurde, die Komponist, Theater und Zensur zufriedenstellen sollte. Nun wurde die Handlung nach Mantua verlegt, die Hauptfigur von Triboulet in Rigoletto umbenannt, der Titel von Maledizione in Rigoletto und der historische König Franz in einen fiktiven Herzog abgeändert. Die für Verdi wesentlichen Elemente der Handlung – die Hauptfigur hässlich und entstellt, der Fluch und der Sack – blieben erhalten. Gestrichen wurde eine Szene im 2. Akt, in der der Herzog mit Hilfe eines Schlüssels in ein Zimmer des Schlosses eindringt, in dem sich Gilda eingeschlossen hat. Die Zensur verlangte außerdem noch die Änderung einiger Personennamen, die zu große Ähnlichkeit mit wirklichen Namen aufwiesen. Die Diskussion um angebliche Unmoralität oder Ausschweifungen des Stücks war zunächst jedenfalls vom Tisch.
Am 20. Januar 1851 hatte Verdi die Komposition des zweiten Akts fast beendet, aber die offizielle Genehmigung für die Aufführung lag noch immer nicht vor. Erst am 26. Januar konnte Piave die formelle Freigabe des Stücks nach Busseto melden. Am 5. Februar schloss Verdi die Komposition ab, am 19. Februar kam er schließlich selbst nach Venedig und übernahm die Probenarbeit, für die lediglich noch 20 Tage zur Verfügung standen. Entsprechend seinem Arbeitsstil hatte er nur die Singstimmen fertig ausgearbeitet, während er die Orchesterstimmen im Lauf der anschließenden Probenarbeiten komponierte.
Die Hauptrollen für die Uraufführung übernahmen Felice Varesi (1813–1889) als Rigoletto, Raffaele Mirate (1815–1885) als Herzog und Teresa Brambilla (1813–1895) als Gilda. Die Sänger erhielten ihre Partituren erst am 7. Februar. Einer gern wiederholten Anekdote zufolge hat Mirate seine Arie La donna è mobile erst am Tag vor der Uraufführung erhalten, um eine vorzeitige Verbreitung dieser Zugnummer zu unterbinden. Tatsächlich ist die Canzone aber bereits in den ersten Skizzen und im Originallibretto enthalten, sie wurde auch ganz normal geprobt.
Verdis Arbeit an Rigoletto war von Anfang an von einer „bis dahin auch bei Verdi seltenen Sicherheit bei allen künstlerischen Entscheidungen geprägt“. Im Unterschied zu anderen seiner Opern, beispielsweise Simon Boccanegra oder Don Carlos, sah Verdi die Arbeit an Rigoletto nach der Uraufführung als getan an: Es gibt von Rigoletto daher weder Überarbeitungen noch Umarbeitungen. Lediglich mit der aus Zensurgründen gestrichenen „Schlüsselszene“ scheint Verdi nicht zufrieden gewesen zu sein; so schrieb er am 8. September 1852 an Carlo Antonio Borsi, dass es notwendig sei, „Gilda und den Herzog in dessen Schlafzimmer zu zeigen“. Verdi kam darauf allerdings nicht mehr zurück, der 2. Akt blieb, wie er war.

## Aufführungsgeschichte

### Uraufführung
Die Uraufführung von Rigoletto fand am 11. März 1851 statt, Dirigent war Gaetano Mares, das Bühnenbild hatte Giuseppe Bertoja gestaltet. Das Fenice war mit rund 1900 Plätzen damals eines der größten Opernhäuser Italiens und verfügte seit 1844 über eine moderne Gasbeleuchtung sowie über neueste Bühnentechnik, die unter der Leitung des Obermaschinisten Luigi Caprara stand. Damit ließen sich die hohen Ansprüche Verdis an die Technik umsetzen: „Donner und Blitze nicht [wie üblich] ganz nach Laune […], sondern im Takt. Ich wünsche mir, dass die Blitze auf dem Bühnenhintergrund aufleuchten.“
Bertoja erstellte für die Uraufführung von Rigoletto die ersten dreidimensionalen Bühnenbauten Italiens. Bis dahin bestanden Bühnenbilder aus gemalten Prospekten und Kulissen, die je nach Bedarf verschoben wurden. Für Rigoletto wurden nun erstmals Elemente wie Stiegen, Terrassen und Balkone gebaut. „Im zweiten Bild des ersten Aktes wurde vor einem Haus eine auf Höhe des ersten Stocks vorspringende große Terrasse mit einem Baum davor errichtet, im dritten Akt ein im Erdgeschoss zum Zuschauerraum hin offenes zweistöckiges Wirtshaus. Diese Bauelemente bildeten voneinander getrennte Spielebenen, die die Bühne dramatisch aufgliederten.“ Verdi waren Bühnenbild und Inszenierung so wichtig, dass er Piave noch von Busseto aus beauftragt hatte, sich nun nicht mehr um das Libretto, sondern vor allem um Bühnenanweisungen zu kümmern. Nur wenige Wochen vor der Aufführung, zu einem Zeitpunkt, als die Oper noch nicht einmal instrumentiert war, galt Verdis größte Sorge offenbar deren szenischer Wirkung.
Die erwarteten Effekte stellten sich ein, und die Uraufführung war für Verdi ein großer, in diesem Ausmaß nicht erwarteter Triumph. Komponist und Sänger wurden vom Publikum gefeiert, das Duett Rigoletto/Gilda aus dem ersten Akt sowie das Duett Gilda/Herzog mussten wiederholt werden. Während der Arie des Herzogs im dritten Akt soll das Publikum in eine derartige Begeisterung geraten sein, dass Raffaele Mirate nicht mehr mit der zweiten Strophe habe beginnen können. In der Uraufführungskritik der örtlichen Presse klangen allerdings auch schon Einwände gegen diese neuartige Oper an:

„Gestern sind wir von Neuigkeiten förmlich überrannt worden: von der Neuigkeit oder besser Eigenartigkeit des Sujets; der Neuigkeit der Musik, deren Stils, ja sogar der musikalischen Formen, und es war uns noch nicht möglich, dazu einen klaren Gedanken zu fassen. […] Der Komponist oder der Dichter wurden wohl von einer späten Liebe zur satanischen Schule erfasst […], indem sie das Schöne und Ideale im Missgebildeten, Abstoßenden suchen. Ich kann diesen Geschmack nicht wirklich loben. Dennoch errang diese Oper einen großartigen Erfolg, und der Komponist wurde nach jeder Nummer gefeiert, gerufen, beklatscht, und zwei derselben mussten sogar wiederholt werden.“

### Verbreitung
Von Venedig verbreitete sich die Oper sehr schnell über die Bühnen Italiens: Bergamo, Treviso, Rom, Triest und Verona folgten noch im selben Jahr. Auf Grund der Zensur wurde das Werk in Italien anfangs oft unter anderen Titeln und inhaltlich verstümmelt aufgeführt: In Rom (1851) und Bologna (1852) hieß die Oper Viscardello, in Neapel Clara di Perth, an anderen Orten im Königreich beider Sizilien Lionello. An etlichen Opernhäusern kam es in der Absicht, die „moralischen Ausschweifungen“ des Werks zu eliminieren, auch zu kuriosen inhaltlichen Änderungen: Mal durften sich der Herzog und Gilda nicht in der Kirche kennengelernt haben, mal wurde aus der Gattin des Grafen Ceprano dessen unverheiratete Schwester, und schließlich rief Rigoletto am Ende der Oper nicht „La maledizione“, sondern „O clemenza di cielo“.
1852 wurde Rigoletto an weiteren 17 Opernhäusern gespielt, 1853 kamen noch einmal fünfzig Inszenierungen dazu, darunter an der Mailänder Scala, in Prag, London, Madrid, Stuttgart und St. Petersburg, 1854 noch einmal 29, darunter San Francisco, Odessa, Tiflis und München. In Mexiko-Stadt und anderen Städten in Mexiko wurde die Oper bereits seit 1856 erfolgreich aufgeführt. In Paris war Rigoletto erst 1857 zu sehen: Victor Hugo, der die Oper als Plagiat ansah, hatte die Aufführung sechs Jahre lang verhindert; erst durch ein Gerichtsurteil konnte sie durchgesetzt werden. In den ersten zehn Jahren nach der Uraufführung wurde Rigoletto an etwa 200 Bühnen herausgebracht. Überall, wo es Theater gab, wurde Rigoletto gespielt, auch an hinsichtlich der Operntradition eher exotischen Orten wie Bombay (1865), Batavia, Kalkutta oder Manila (1867).
Zu einem Theaterskandal kam es am 7. März 1933 bei einer Aufführung von Rigoletto an der Semperoper in Dresden. Das hauptsächlich aus SA- und NSDAP-Mitgliedern bestehende Publikum schrie den Dirigenten Fritz Busch, der einer der Protagonisten der „Verdi-Renaissance“ war und der sich bei der NS-Führung unbeliebt gemacht hatte, nieder und hinderte ihn an der Aufführung.

### Gegenwart
Rigoletto gehört seit der Uraufführung, also seit über 160 Jahren, zum Standardrepertoire und heute in jeder Saison zu den am meisten gespielten Werken. Laut Operabase lag Rigoletto in der Saison 2011/2012 unter den meistgespielten Opern weltweit auf Platz neun. Für 2011–2013 wurden weltweit 37 Neuinszenierungen verzeichnet.
Nicht zufällig nimmt sich auch das moderne Regietheater immer wieder des Rigoletto an: Die Metaphern des Melodrams mit seinen schroffen Gegensätzen und drastischen Effekten bieten zahlreiche Gelegenheiten zu Interpretationen. So beispielsweise bei Hans Neuenfels, der Rigoletto 1986 an der Deutschen Oper Berlin auf einer typisierten Palmeninsel ansiedelte, oder Doris Dörrie, die Rigoletto 2005 in München auf den Planeten der Affen und die Hofgesellschaft in Affenkostüme steckte; Stephen Landridge verlegte das Werk an der Wiener Volksoper ins Filmmilieu der 1950er-Jahre; Thomas Krupa wiederum versetzte Rigoletto 2012 in Freiburg in eine Puppenstube. Jonathan Miller begründete 1983 in New York eine eigene Tradition von Rigoletto-Interpretationen, die die Oper im Mafia-Milieu spielen lässt, eine Idee, die unter anderen Kurt Horres 1998 in Frankfurt und Wolfgang Dosch 2009 in Plauen aufgriffen. Michael Mayer wiederum platzierte Rigoletto 2013 in einer Neuproduktion der Met ins Las Vegas der 1960er-Jahre – im „Sinatra-Stil“. 2013 setzte Robert Carsen die Reihe der Verlagerung der Oper in mehr oder weniger zeitgenössische Milieus beim Festival in Aix-en-Provence fort und wählte dabei die Zirkuswelt um 1830.
Dem gegenüber stehen auch in jüngerer Zeit immer wieder historisierende Inszenierungen, so etwa an der New Yorker Metropolitan Opera 1977 durch Kirk Browning oder 1989 durch Otto Schenk, in Europa beispielsweise die aufwendigen Inszenierungen von Sandro Sequi an der Wiener Staatsoper, die dort schon seit 1983 im Repertoire sind, oder die von Gilbert Deflo, die seit 1994 an der Mailänder Scala gespielt wird. Solche sich vom Regietheater absetzenden „Kostümschlachten“ waren auch in Verfilmungen der Oper zu sehen, so 1983 unter der Regie Jean-Pierre Ponnelles und unter der Leitung von Riccardo Chailly oder in der 2010 an „Originalschauplätzen in Mantua“ aufgenommenen Live-Inszenierung unter Zubin Mehta mit Plácido Domingo in der Titelrolle in einer vermeintlich „authentischen Kulisse“ (tatsächlich ist der Schauplatz Mantua fiktiv und wurde von der Zensur erzwungen).

## Libretto

### Rezeption
So beliebt Rigoletto von Anfang an beim Publikum war, bei Kritikern und Musikerkollegen stieß das Libretto, aber auch die Musik auf teilweise starke Ablehnung – eine Haltung, die erst Mitte des 20. Jahrhunderts einer differenzierten Einschätzung wich. So meinte der Musikkritiker Hermann Kretzmar 1919: „Bei Werken wie Rigoletto […] ist der Haupteindruck [… das] Bedauern über das musikalische Talent, das an dergleichen ekelhafte Geschichten hinausgeworfen ist.“ Der Stoff und das Libretto des Rigoletto wurden auf diese Weise lange Zeit als „Blödsinn“, „Schauerstück“ oder „Kolportage“ abgewertet und nicht als genretypisch verstanden. „Ekelhafte Geschichten“ meinte nicht zuletzt auch die Charaktere und die Konstellation der Protagonisten – die Menschen am Rand der Gesellschaft, Krüppel, Zuhälter, Hure auf der einen Seite und die verkommene, amoralische Hofgesellschaft auf der anderen –, die nicht in die gängige Opernwelt zu passen schienen. Nicht zuletzt hat das Stück auch keinen positiven Helden, sondern als Hauptfigur eine überaus widersprüchliche Persönlichkeit: Rigoletto ist als zynischer, hinterhältiger Hofnarr im ersten Akt nicht weniger skrupellos als sein Chef – noch unter dem Eindruck von Monterones Fluch stehend und voller Angst um seine Tochter beteiligt er sich gleich an der nächsten Schandtat, der (vermeintlichen) Entführung der Gräfin Ceprano, und auch im Schlussakt ist ihm seine Rache wichtiger, als die Tochter in Sicherheit zu bringen. Nicht nur Rigoletto ist widersprüchlich: „[…] wird der Herzog von Verdi nicht bloß als herrschaftlicher Bonvivant dargestellt, der sich leichtfertig alle Rechte herausnimmt. Die Musik zeichnet ihn auch als wahrer Gefühle fähig […].“ Und „[…] selbst die süße Gilda ist nicht gänzlich aus einem Stück: das Laster hat sie angerührt. Sie vergibt ihrem Verführer (womit sie stillschweigend seine Sünde entschuldigt), und begeht Selbstmord, um ihn zu retten. Sämtliche Charaktere sind widersprüchlich, unerwartet gegen den Strich.“

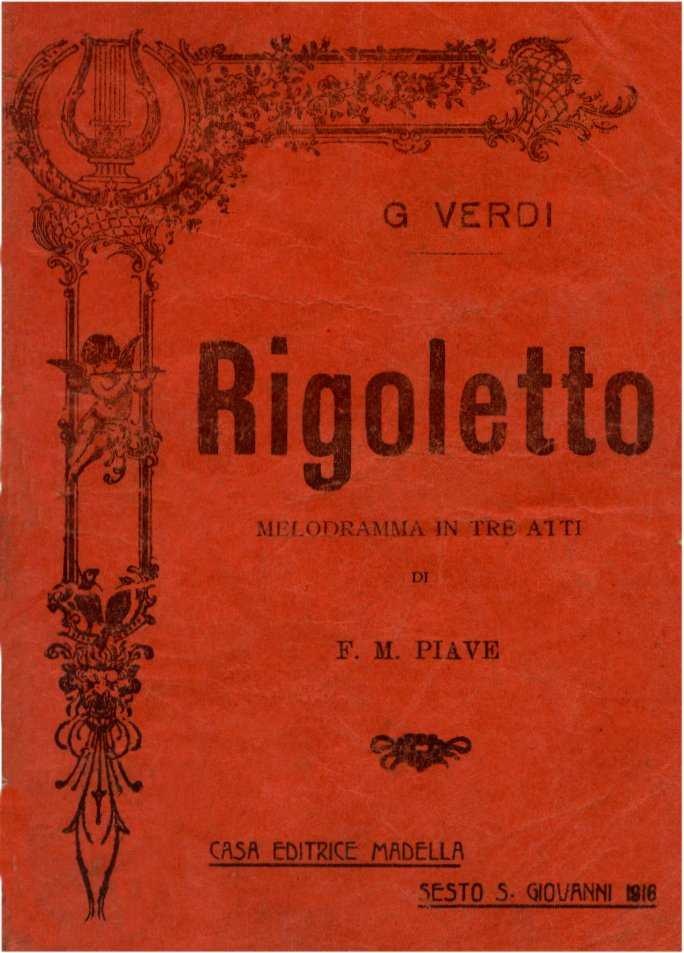
Libretto von Rigoletto aus dem Jahr 1916

Das Libretto Piaves wurde aber auch immer wieder wegen unübersehbarer Ungereimtheiten und Unwahrscheinlichkeiten kritisiert: Schon dass der Palast des Grafen Ceprano und das Haus des Hofnarren in derselben Straße nebeneinander stehen, ist wenig glaubwürdig, und dies ist auch der denkbar ungeeignete Ort, um eine Tochter versteckt zu halten. Unwahrscheinlich erscheint auch, dass Rigoletto, obwohl er ja Ende des ersten Aktes auf Grund böser Ahnungen zurückkehrt, bei der Entführung vor seinem eigenen Haus so gar keinen Verdacht schöpft; Monterone wird im zweiten Akt ohne rechten Grund quer durch den Palast in den Kerker geführt; Sparafucile schließlich, obwohl als professioneller Killer vorgestellt, führt den Mord so stümperhaft aus, dass Gilda „aus ihrem Leichensack krabbeln und ihrem Vater alle Zusammenhänge ausführlich erklären kann“.
Einige Ungereimtheiten gehen freilich auf Änderungen zurück, die durch die Zensur veranlasst wurden. So wurden, um angebliche „Ausschweifungen“ zu mildern, Korrekturen vorgenommen, die bis heute das ursprüngliche Libretto entschärfen und verfälschen. So fordert der Herzog im ursprünglichen Text des dritten Akts (Szene 11, Takt 33) von Sparafucile „zwei Dinge, sofort […] deine Schwester und Wein“; in der veröffentlichten Partitur heißt es dagegen: „zwei Dinge, sofort … ein Zimmer und Wein“ – der Herzog geht seither also ins Bordell, um ein Zimmer zu mieten. Der sich daran anschließende Versuch Rigolettos, Gilda von der Schlechtigkeit ihres Geliebten zu überzeugen: „Son questi i suoi costumi“ („Das sind seine Sitten“ – Szene 11, Takt 33–35), ist damit allerdings nicht mehr recht verständlich.
Verdi hat Einwände gegen das Libretto von Rigoletto, wie auch bei anderen seiner Opern (insbesondere später bei Il trovatore), stets ignoriert. Ein möglichst „realistischer“, logisch voll stimmiger Handlungsablauf war nicht sein Anliegen, ihm kam es auf den bühnenwirksamen Effekt und die Stimmigkeit der Charaktere an. Wie im französischen Melodram, das über Le roi s’amuse mittelbares Vorbild auch für Rigoletto darstellt, geht es um schroffe, theaterwirksame Gegensätze (hier: der entstellte Hofnarr und die schöne Tochter, die verkommene Hofgesellschaft und der liebende Vater, der herzogliche Palast und die Spelunke) und um Ereignisse, die effektvolle Handlungsumschwünge ermöglichen: ein unerwartetes Wiedersehen und Wiederfinden, Mächtige, die unschuldige Opfer bedrohen, Gefahr, Verfolgung, schließlich (worin Hugo dem Genre nicht mehr folgt) Errettung, Läuterung und gutes Ende. Auch das Aussehen Rigolettos ist in diesem Zusammenhang keineswegs äußerlich – Verdi setzte sich hier dezidiert von einer Mitte des 19. Jahrhunderts noch weit verbreiteten Auffassung ab, die von körperlichen Defiziten auf charakterliche Mängel schloss – eine Auffassung, die einen buckligen Narren als Hauptfigur allein schon als Skandal verstehen musste: „Ein Buckliger, der singt! werden manche sagen. Na und? […] Ich finde es gerade sehr schön, eine äußerst missgestaltete und lächerliche Person darzustellen, die innerlich leidenschaftlich und von Liebe erfüllt ist“ (Verdi an Piave).

### Thematik
Nach dem Scheitern der Revolution von 1848 hatte sich Verdi zunächst von politischen Stoffen abgewandt. Die kompositorische Neuorientierung, bei der Verdi „neue dramaturgische Konzepte erprobte und subtilere Ausdrucksmittel fand, verband sich mit einem grundlegenden Wandel auch des Sujets“. Thematisiert wurden nun „zwischenmenschliche Konflikte im überschaubaren Handlungsrahmen der bürgerlichen Familie“. Die Familie bildet das „Modell für eine taugliche gesellschaftspolitische Verfassung“. In Rigoletto wird diese Position im Duett des zweiten Bildes in einer emphatischen Phrase exemplarisch vorgestellt: „Culto, famiglia, la patria, il mio universo è in te!“: Die Werte der patriarchalischen Welt Rigolettos sind hier „metaphysisch überhöht“ und fokussiert in seiner Tochter, der Inkarnation seines Lebensentwurfs. Eine Stelle, „die Wucht und Spannkraft des berühmten Hebräerchores aus Nabucco (1842) scheinbar unverändert aufgreift […]. Nur ist die vormals kollektive Emotion nun der übersteigerte Ausdruck eines einzelnen. Es geht nicht mehr um die Affirmation eines aktuellen politischen Volkswillens, sondern um die spektakulär übertriebene Geste eines Vaters […].“ Verdi thematisiert in dieser Oper, wie in den anderen dieser Zeit, nicht mehr die Ideale des Risorgimentos, sondern die Familie als patriarchalisch konservatives Gesellschaftsmodell sowie die Kräfte, die dessen Verwirklichung entgegenstehen.
Die Konstellation Vater – Tochter hat Verdi wiederholt aufgegriffen, schon in seiner ersten Oper Oberto, dann in Nabucco, Luisa Miller und Stiffelio (Stankar – Lisa), in den späteren Werken in La forza del destino, vor allem in Simon Boccanegra (Simon – Amelia, Fiesco – Maria) und schließlich wieder in Aida.

## Musik

### Rezeption
Trotz der großen Popularität Rigolettos und seiner Musik, insbesondere der Arien Caro nome oder La donna è mobile (Nummern, die heute auch außerhalb der Oper bekannt sind und wie der sogenannte Gefangenenchor aus Nabucco, der Triumphmarsch aus Aida oder Che gelida manina aus Puccinis La Bohème weithin als typisch für die italienische Oper gelten), war nicht nur Piaves Libretto, sondern auch Verdis Musik lange Zeit umstritten. Vielen Zeitgenossen galt die Musik des Rigoletto als oberflächlich, seicht und melodienselig, als „Leierkastenmusik“, nicht trotz, sondern oft gerade wegen ihrer Popularität. In Italien wurde diese Kritik insbesondere von Künstlern vorgebracht, die sich als Avantgarde verstanden und sich zwischen 1860 und 1880 in der Gruppe Scapigliatura, zu der auch der spätere Verdi-Librettist Arrigo Boito gehörte, versammelt hatten. In Deutschland wurden Einwände gegen die Musik des Rigoletto insbesondere von Anhängern Richard Wagners oder ihm nahestehenden Kreisen vorgebracht; Wagner und Verdi galten vor allem in der zweiten Hälfte des 19. Jahrhunderts als Antipoden. Kurz nach der Uraufführung von Rigoletto schrieb die Hannoversche Zeitung:

„Die Musik gibt dem Text an Gemeinheit nichts nach. Sinnlich lockend sind nur die Stellen, welche sich im Walzer, Galopp, Schottisch und Polka bewegen. Ein Anflug von Geistigkeit oder Gemütlichkeit ist nur in der kleinen Arie der Gilda ‚Teuerer Name, dessen Klang‘ und in dem Duett zwischen Rigoletto und Sparafucile zu ahnen. Sonst fehlt es an allem Geist, an jeder Ahnung, dass der Komponist begriffen habe, was eine Oper sein könne und deshalb auch solle.“

Nur wenig freundlicher urteilten die Frankfurter Nachrichten, die, acht Jahre nach der Uraufführung, Verdis sogenannte Fehler und Tugenden schon als bekannt voraussetzen durften:

„Dass das Machwerk alle Fehler und alle Tugenden Verdischer Musik hat, leichte, gefällige Tanzrhythmen bei den grässlichsten Szenen, dass der Tod und das Verderben, wie bei allen Werken des Komponisten, durch Gallopaden und Cottillons dahinschreitet [sic!], ist bekannt. Aber die Oper enthält viel Schönes und Gutes und wird sich sicher auch auf unserem Repertoire erhalten.“

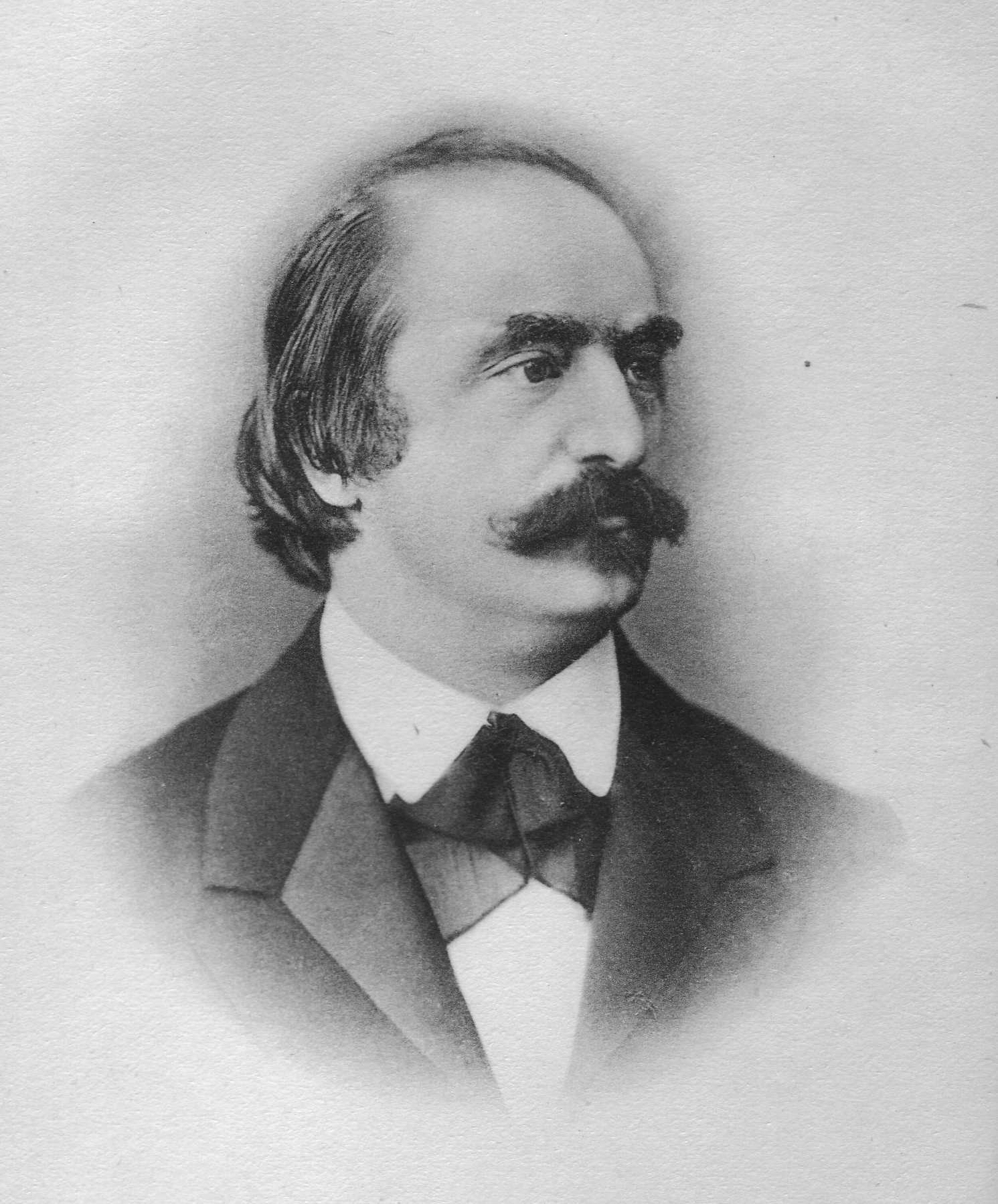
Eduard Hanslick

Der Wiener Musikkritiker Eduard Hanslick (ein Verdi- und Wagner-Kritiker) meinte: „Ebenso unheilvoll wie auf die moderne italienische Komposition wirkt Verdis Musik auf die Gesangskunst.“ Hanslick kritisierte eine „dicke, lärmende Instrumentalisierung“ und vordergründige Effekte. Für das Schwächste im Rigoletto hielt der Kritiker die „kokette, kalte Figur der Gilda; ihre ‚Bravourarie aus den steirischen Alpen‘ und das herabtänzelnde ‚Addio‘ in dem Liebesduett wirkten auf Hanslick ‚geradezu komisch‘“.
Mit der „Verdi-Renaissance“ der 1920er-Jahre und verstärkt in den 1950er-Jahren setzte eine differenzierte Betrachtung ein. Die angebliche Oberflächlichkeit, die Mängel oder die vermeintliche Schlichtheit der Instrumentierung wurden nun als „Ausdruck der Natürlichkeit und (von) dramatischer Unmittelbarkeit“ verstanden. Bezeichnenderweise haben dabei nicht nur am publikumswirksamen Aufführungsmaterial interessierte Dirigenten und Sänger, sondern auch eine Reihe von „Avantgarde“-Komponisten für die Musik von Rigoletto das Wort ergriffen, so Luigi Dallapiccola, Luciano Berio, Ernst Krenek, Wolfgang Fortner, Dieter Schnebel oder früher schon Igor Strawinsky, der polemisch meinte: „… ich behaupte, dass zum Beispiel in der Arie ‚La donna è mobile‘, in der jene Elite nur klägliche Oberflächlichkeit sah, mehr Substanz und mehr wahre Empfindung steckt als in dem rhetorischen Redeschwall der Tetralogie.“

### Konzeption
Rigoletto ist in musikalischer Hinsicht ein neuartiges Werk, das der Komponist selbst als „revolutionär“ ansah. Verdi beginnt hier die traditionelle Nummernoper aufzulösen und durch eine durchkomponierte Struktur zu ersetzen. „Das Neue ist formal die konsequente dramatische wie musikalische Durchgestaltung im Sinne jener Bild-Ton-Komposition mit ihrer ‚fortlaufenden Musik‘, welche beispielsweise in Macbeth schon einmal partiell gelingen konnte.“ Musik und Handlung drängen sich gegenseitig vorwärts; abgesehen von den traditionellen Arien des Herzogs, steht in Rigoletto „die Zeit niemals still“. Selbst das große „Liebesduett“ im zweiten Bild wird geradezu hastig gesungen (Allegro, anschließend Vivacissimo), der Herzog und Gilda benötigen nur 132 Takte, um sich näherzukommen.
Wie die (verbliebenen) „Nummern“ in den Handlungsfluss eingebunden sind, wird besonders deutlich in Gildas noch konventioneller und einziger Arie Caro nome (die sich bezeichnenderweise inhaltlich um einen falsch angegebenen Namen, also um eine Lüge, rankt): Schon am Ende der vorherigen Nummer haben die Höflinge vor dem Haus mit den Vorbereitungen der Entführung begonnen (Szene Che m’ami, deh, ripetimi …), während der gesamten Arie setzen sie diese fort, und mit dem Ende der Arie sind auch die Höflinge fertig (Szene È là … – Miratela); die Entführung könnte nun stattfinden, käme nicht in diesem Moment Rigoletto dazwischen, was direkt in die nächste Szene (Riedo! … perché?) führt.
Im Sinne des Handlungsflusses konzipierte Verdi Rigoletto als „Abfolge von Duetten“. Sie, nicht die Arien, bilden den Kern des Werks, vor allem die drei auf die drei Akte verteilten Duette zwischen Rigoletto und Gilda. Auch das berühmte Quartett im dritten Akt besteht aus zwei parallelen Duetten, eines innerhalb des Hauses (Duca und Maddalena) und eines außerhalb (Rigoletto und Gilda). Im Schlussduett des dritten Akts verbinden sich die Stimmen nicht; Rigoletto und die sterbende Gilda, die schon nicht mehr zu Rigolettos Welt gehört, singen nur abwechselnd, wie schon im ersten Akt Rigoletto und Sparafucile (Verdi greift hier das Duettino zwischen Astolfo und Rustighello aus Gaetano Donizettis Lucrezia Borgia auf). Dieses Duett zwischen Rigoletto und Sparafucile wurde „von jeher als ein besonderes Meisterstück Verdis gepriesen und [ist] sicherlich das unkonventionellste Stück der gesamten Oper“. In der „Konzentration auf dunkle Farben und kammermusikalische Feinheit“ suggeriert es eine Art Selbstgespräch Rigolettos, der in Sparafucile gewissermaßen seinem anderen Ich begegnet.

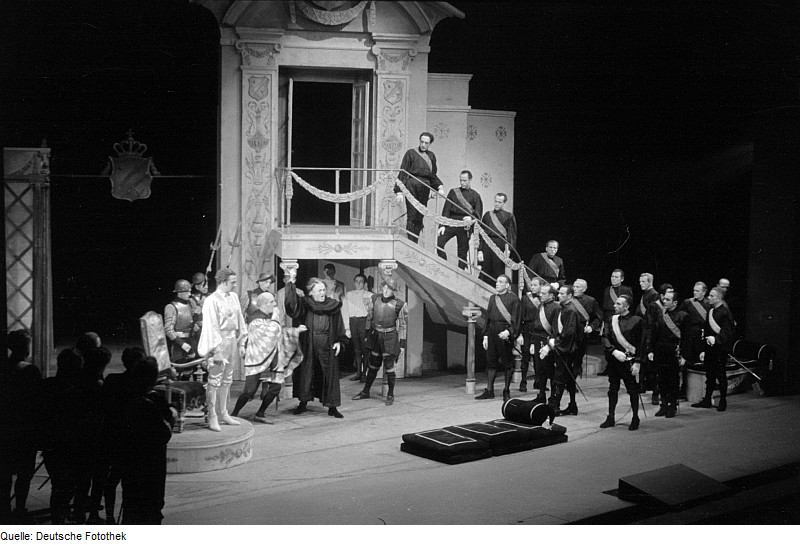
Monterone, den Herzog und Rigoletto verfluchend – Rigoletto an der Deutschen Staatsoper Berlin, Inszenierung von 1946

Da der Kern der Oper eine „Abfolge von Duetten“ ist, hat die Hauptperson Rigoletto auch keine Arie im herkömmlichen Sinn: Pari siamo zu Beginn des 2. Bildes ist ein auskomponiertes Rezitativ als Vorbereitung des ersten großen Duetts mit Gilda, und auch Cortigiani im 2. Akt ist in der Partitur zwar als Arie bezeichnet, jedoch szenisch und musikalisch vollständig in den Handlungsverlauf eingebunden; beide Nummern finden daher auch nur sehr selten den Weg ins Wunschkonzert oder auf Sampler. Es gibt in Rigoletto zwar eine Reihe konventioneller Nummern, aber als solche erfüllen sie einen dramatischen Zweck, indem sie der Hofgesellschaft, also dem Herzog und dem Chor (anfangs auch Gilda), zugewiesen sind, die damit musikalisch explizit als Vertreter des Herkömmlichen und Überkommenen gekennzeichnet werden. Mit dieser Gegenüberstellung von Gegensätzen wird das Grundkonzept des Melodramas also auch in der musikalischen Struktur aufgegriffen. Rigoletto ist somit auch ein Werk des Übergangs von der traditionellen Nummernoper zu einer musikdramatischen, einheitlichen Struktur, wie sie Verdi sehr viel später in Otello realisierte. Insofern ist das Werk eine hybride Oper, wobei Verdi die beiden Formen nicht einfach nebeneinanderstellt, sondern sie organisch in sein dramatisches Konzept einfügt.
Dieses Konzept wird von Verdi nicht nur im formalen Aufbau umgesetzt: Die Kritik an der „Leierkastenmusik“ zielte insbesondere auf die „Hm-Ta-Ta-Musik“, wie sie etwa in den bekannten Arien des Herzogs oder im Chor der Höflinge im ersten und zweiten Akt ja tatsächlich anklingt. Dies ist jedoch Teil der dramatischen Konzeption Verdis, denn die eingängige, aber anspruchslose Melodie des „Gassenhauers“ La donna è mobile wird verwendet, um Vergnügungssucht und Oberflächlichkeit der Hofgesellschaft zu kennzeichnen, ist also absichtsvoll trivial anlegt. Wobei Verdi für alle, die es nicht gleich gemerkt haben, dieses Stück anschließend selbst gleich noch zweimal in diesem Sinne zitiert – beim zweiten Mal als Triumph des Banalen über Rigolettos Racheschwur. Der „Bösewicht“ poltert hier nicht mit Pauken und Posaunen, sondern trällert vergnügt vor sich hin, und er entgeht dem auch auf ihn gerichteten Fluch.
Wenn Verdi in Rigoletto mit Motiven arbeitet, so unterscheidet sich dies deutlich von der von Wagner verwendeten Technik der Leitmotive: „Freilich handelt es sich anders als bei Wagner eben nicht um Leit-Motive, die leitend Zeichen setzen, als vielmehr um Erinnerung und Gefühlszusammenhänge.“ So bestimmt das Fluch-Motiv schon das Vorspiel in c-Moll (auf einer einzigen Tonhöhe, dem c, in langsamem Crescendo und in doppelt punktiertem Rhythmus); es tritt wieder in Erscheinung beim Auftritt Monterones und in der Folge immer dann, wenn sich Rigoletto an diesen Fluch erinnert, also bis zum letzten Takt. Ein anderes Motiv, das den hinkenden Gang Rigolettos rhythmisch auffängt, begleitet beispielsweise dessen Auftritt am Ende des ersten Aktes (Nummer 7, ab Takt 8) oder im zweiten Akt (Nr. 9). „Die punktierten Rhythmen Verdis erhalten einen neuen dramatischen Sinn; der Zusammenfall von Musik und Geste tritt ein.“
Auf diese Weise sind auch die Tempi in die kompositorische Architektur eingebunden: „Ist es nicht eine tragische Ironie, dass das gleiche Tempo für Gildas Arie ‚Caro nome’ (wo sie ihre Liebe zum verkleideten Duca ausdrückt) und Rigolettos ‚Larà, lalà‘ (wo sich Rigoletto in tiefster Verzweiflung vor den Höflingen zu verstellen versucht, um Gildas Spuren zu suchen) steht? Oder ist nicht ein musikdramaturgischer Bogen gespannt, wenn Gildas Arie das gleiche Tempo hat wie später ihre Erzählung über die Begegnung mit dem Duca (‚tutte le feste‘) und ebenso ‚Cortigiani‘, Rigolettos Ausbruch gegen die Höflinge?“ Dementsprechend hat Verdi das Werk mit ausführlichen Tempoangaben versehen, was jedoch nicht verhindert hat, dass es „Tradition geworden [ist] diese systematisch zu missachten. Tempoangaben sind nicht Geschmackssache, sondern architektonische, formbildende Parameter.“

### Umsetzung – Quartett und Terzett
Als musikalischer Höhepunkt der Oper gilt der dritte Akt, in dem die zuvor aufgebauten Gegensätze aufeinanderprallen und zur Katastrophe führen, insbesondere das schon von Zeitgenossen bewunderte Quartett Un dì, se ben rammentomi … Bella figlia dell’amore, übrigens das einzige Stück, dem nicht einmal Victor Hugo seine Anerkennung versagen wollte. In dieses Quartett bringt jede Person eine eigene musikalische Charakterisierung ein: der Herzog, der die Führung übernimmt und mit ausladenden lyrischen Melodiebögen versucht, Maddalena zu verführen; Maddalena mit Staccato-Achteln, in denen sie die Versprechungen des Herzogs verspottet (der – immerhin verheiratete – Inkognito-Herzog verspricht ihr gerade die Ehe), die aber im Fortgang der Szene immer weniger abgeneigt zu sein scheint; Gilda und Rigoletto wiederum, die beobachtend außerhalb des Hauses bleiben, zunächst mit langen Pausen und nur gelegentlichen Einwürfen, Gilda dann zunehmend verzweifelt, Rigoletto, der „von Zeit zu Zeit seinen Grimm in langsam fortschreitenden, gewichtigen Phrasen äußert“ und der gegen Schluss des Quartetts ungeduldig zum Aufbruch drängt, weil ihm bewusst wird, dass das Belauschen des Herzogs in der Spelunke wohl doch keine so gute Idee war.

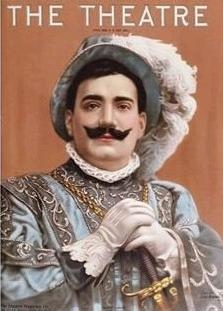
Enrico Caruso als Herzog

Die Umsetzung dieser vielfältigen Intentionen Verdis ist denn auch sängerisch anspruchsvoll und nicht in jeder Aufführung oder Einspielung zu hören: „Es ist unnachahmlich, wie Caruso […] das kurze Solo Bella figlia dell’amore auf dem Wort consolar mit einem brillanten Gruppendo abschließt, mit einer Klangfigur, die zur sichtbaren Geste wird und die Doppelbödigkeit der Situation, das erotische Werben eines ‚Macho‘, kongenial erfasst: Caruso schafft es, mit emphatischem Klang zu singen – um Maddalena zu verführen – und zugleich die Emphase als gespielt, als erotische Floskel zu entlarven.“
Hält sich das Quartett noch an traditionelle Formen, so entzieht sich die anschließende „Szene, Terzett und Gewitter“ (Scena, Terzetto e Tempesta) den bisherigen Normen „… der ganze dritte Akt vom Beginn des Sturmes an [ist] ohne Beispiel.“ Ganz anders als etwa die Gewittermusiken bei Gioachino Rossini (Der Barbier von Sevilla oder La Cenerentola) bildet hier das Gewitter keine musikalische Einlage zwischen Akten oder Szenen, sondern ist – mit Streichern in tiefer Lage, Einwürfen von Oboe und Piccoloflöte, vor allem aber mit den charakteristischen, summenden Chorstimmen hinter der Bühne – in den Handlungsverlauf vollständig integriert. Es unterlegt der gesamten Szene ein spannungsgeladenes Grundrauschen zunehmender Intensität: zunächst für den zynischen Dialog zwischen Sparafucile und Maddalena über das passende Mordopfer (Maddalena schlägt vor, der Einfachheit halber gleich Rigoletto umzubringen), der übergangslos in das Terzett mündet, in dem die verzweifelte Gilda den wahnwitzigen Entschluss fasst, den (heimlichen) Lebensplan ihres Vaters endgültig zu verwerfen (dessen ist sie sich sehr wohl bewusst: „perdona o padre!“) und sich für dessen Todfeind, den Geliebten, der sie längst vergessen hat, umbringen zu lassen.

„Die zentrale Gewitterszene ist gleichsam ein Tonfilm, wo die bewegten Bilder ein äußeres und inneres Drama zeigen. Die huschenden Bewegungen der Personen in dem unregelmäßig von Blitzen durchzuckten Dunkel werden von leeren Quintklängen, fahlen Streichertremoli, kurz aufflackernden Bläserfolgen, Donnergrollen sowie einem unheimlich stöhnenden Summchor durchzogen, und sie meinen gleichermaßen äußere wie innere Vorgänge: im Augenblick des stärksten Donnerschlags passiert der Mord. Die Musik wechselt in dieser Szene immer wieder von stockend Rezitativischem ins fließend Ariose, und zwar stets dann, wenn Gefühle Melodie werden, so als der Herzog mit dem Trällerlied auf den Lippen einschläft, weiter als Maddalena von ihrem ‚schönen Apoll‘ zu schwärmen beginnt, dann in den eigentlichen Terzettpassagen, wo Maddalena um das Leben des Angebeteten bittet und in Gilda das Gefühl reift, sich für den Geliebten zu opfern.“

### Nummern
Erster Akt
- Nr. 1. Orchestervorspiel – Andante sostenuto, c-Moll
- Nr. 2. Introduktion
  - Introduktion: Della mia bella incognita borghese (Duca, Borsa) – Allegro con brio, As-Dur
  - Ballade: Questa o quella per me pari sono (Duca) – Allegretto, As-Dur
  - Menuett und Perigordino: Partite? … Crudele! (Duca, Contessa, Rigoletto, Chor, Borsa) – Tempo di Minuetto, As-Dur
  - Chor: Gran nuova! Gran nuova! (Marullo, Duca, Rigoletto, Ceprano, Chor) – Allegro con brio
  - Szene: Ch’io gli parli (Monterone, Duca, Rigoletto, Chor) – Sostenuto assai, c-Moll, f-Moll
  - Stretta: Oh tu che la festa audace hai turbato (alle außer Rigoletto) – Vivace, des-Moll
- Nr. 3. Duett: Quel vecchio maledivami! … Signor? (Rigoletto, Sparafucile) – Andante mosso, d-Moll
- Nr. 4. Szene und Duett (Rigoletto, Gilda)
  - Szene: Quel vecchio maledivami! … Pari siamo! … io la lingua, egli ha il pugnale (Rigoletto) – Adagio, d-Moll
  - Szene: Figlia! … – Mio padre! (Rigoletto, Gilda) – Allegro vivo, C-Dur
  - Duett: Deh, non parlare al misero (Rigoletto, Gilda) – Andante, As-Dur
  - Cabaletta: Veglia, o donna, questo fiore (Rigoletto, Gilda, Giovanna, Duca) – Allegro moderato assai, c-Moll
- Nr. 5. Szene und Duetto (Gilda, Duca)
  - Szene: Giovanna, ho dei rimorsi … (Gilda, Giovanna, Duca) – Allegro Assai moderato, C-Dur, G-Dur,
  - Szene: T’amo! (Gilda, Duca) – Allegro vivo, G-Dur
  - Duett: È il sol dell’anima, la vita è amore (Duca, Gilda) – Andantino, B-Dur
  - Szene: Che m’ami, deh, ripetimi … (Duca, Gilda, Ceprano, Borsa, Giovanna) – Allegro, B-Dur
  - Cabaletta: Addio … speranza ed anima (Gilda, Duca) – Vivacissimo, Des-Dur
- Nr. 6. Arie und Szene
  - Arie:  Gualtier Maldè! … Caro nome che il mio cor (Gilda) – Allegro moderato, E-Dur
  - Szene: È là … – Miratela (Borsa, Ceprano, Chor) – Allegro moderato, E-Dur
- Nr. 7. Finale I
  - Szene: Riedo! … perché? (Rigoletto, Borsa, Ceprano, Marullo) – Andante assai mosso, As-Dur
  - Chor: Zitti, zitti, muoviamo a vendetta (Chor) – Allegro, Es-Dur
  - Stretta: Soccorso, padre mio! (Gilda, Rigoletto, Chor) – Allegro assai vivo

Zweiter Akt
- Nr. 8. Szene
  - Szene: Ella mi fu rapita! (Duca) – Allegro agitato assai, F-Dur/d-Moll
  - Arie: Parmi veder le lagrime (Duca) – Adagio, Ges-Dur
  - Szene: Duca, Duca! – Ebben? (Chor, Duca) – Allegro vivo, A-Dur
  - Chor: Scorrendo uniti remota via (Chor) – Allegro assai moderato
  - Cabaletta: Possente amor mi chiama (Duca, Chor) – Allegro, D-Dur
- Nr. 9. Szene
  - Szene: Povero Rigoletto! (Marullo, Ceprano, Rigoletto, Paggio, Borsa, Chor) – Allegro moderato assai, e-Moll
  - Arie: Cortigiani, vil razza dannata (Rigoletto) – Andante mosso agitato, c-Moll, f-Moll, Des-Dur
- Nr. 10. Szene und Duett (Rigoletto, Gilda)
  - Szene: Mio padre! – Dio! Mia Gilda! (Gilda, Rigoletto, Chor) – Allegro assai vivo ed agitato, Des-Dur
  - Duett: Tutte le feste al tempio (Gilda, Rigoletto) – Andantino, e-Moll, As-Dur, C-Dur, Des-Dur
  - Szene: Compiuto pur quanto a fare mi resta (Rigoletto, Gilda, Usciere, Monterone) – Moderato, As-Dur
  - Cabaletta: Sì, vendetta, tremenda vendetta (Rigoletto, Gilda) – Allegro vivo, As-Dur

Dritter Akt
- Nr. 11. Szene und Canzone
  - Szene: E l’ami? – Sempre (Rigoletto, Gilda, Duca, Sparafucile) – Adagio, a-Moll
  - Canzone: La donna è mobile (Duca) – Allegretto, H-Dur
  - Recitativo: È là il vostr’uomo … (Sparafucile, Rigoletto)
- Nr. 12. Quartett
  - Szene: Un dì, se ben rammentomi (Duca, Maddalena, Rigoletto, Gilda) – Allegro, E-Dur
  - Quartetto: Bella figlia dell’amore (Duca, Maddalena, Rigoletto, Gilda) – Andante, Des-Dur
  - Recitativo: M’odi, ritorna a casa … (Rigoletto, Gilda) – Allegro, a-Moll
- Nr. 13. Szene, Terzett, Gewitter
  - Szene: Venti scudi hai tu detto? (Rigoletto, Sparafucile, Duca, Gilda, Maddalena) – Allegro, h-Moll
  - Terzett: Somiglia un Apollo quel giovine … (Maddalena, Gilda, Sparafucile) – Allegro, h-Moll
  - Gewitter
- Nr. 14. Szene und Finale II
  - Szene: Della vendetta alfin giunge l’istante! (Rigoletto, Sparafucile, Gilda) – Allegro, A-Dur
  - Duett V’ho ingannato … colpevole fui … (Gilda, Rigoletto) – Andante, Des-Dur

### Rollen und Stimmen
| Rolle                             | Stimmtyp    | Stimmumfang | Premierenbesetzung, 11. März 1851 |
| --------------------------------- | ----------- | ----------- | --------------------------------- |
| Rigoletto, Hofnarr                | Bariton     | B–g1        | Felice Varesi                     |
| Gilda, Rigolettos Tochter         | Sopran      | h–c3        | Teresa Brambilla                  |
| Herzog von Mantua                 | Tenor       | c–h1        | Raffaele Mirate                   |
| Sparafucile, ein Bravo            | Bass        | F–fis1      | Paolo Damini                      |
| Maddalena, Sparafuciles Schwester | Mezzosopran | h–fis2      | Annetta Casaloni                  |
| Giovanna, Gildas Hüterin          | Alt         | f1–es2      | Laura Saini                       |
| Graf Ceprano                      | Bass        | Gis–f1      | Andrea Bellini                    |
| Gräfin Ceprano                    | Mezzosopran | as1–es2     | Luigia Morselli                   |
| Matteo Borsa, Höfling             | Tenor       | c–a1        | Angelo Zuliani                    |
| Graf Monterone                    | Bariton     | B–f1        | Feliciano Ponz                    |
| Marullo                           | Bariton     | H–f1        | Francesco De Kunnerth             |
| Gerichtsdiener                    | Tenor       |             | Giovanni Rizzi                    |
| Page der Herzogin                 | Mezzosopran | g–d1        | Annetta Modes Lovati              |
| Männerchor: Höflinge              |             |             |                                   |

### Instrumentierung
- Holzbläser: zwei Flöten (2. auch Piccoloflöte), zwei Oboen (2. auch Englischhorn), zwei Klarinetten, zwei Fagotte
- Blechbläser: vier Hörner, zwei Trompeten, drei Posaunen, Cimbasso
- Pauken, Schlagzeug: Große Trommel und Becken
- Streicher: Violinen, Viola, Celli und Kontrabässe
- Bühnenmusik: Banda
- Große Trommel hinter der Bühne

## Bearbeitungen

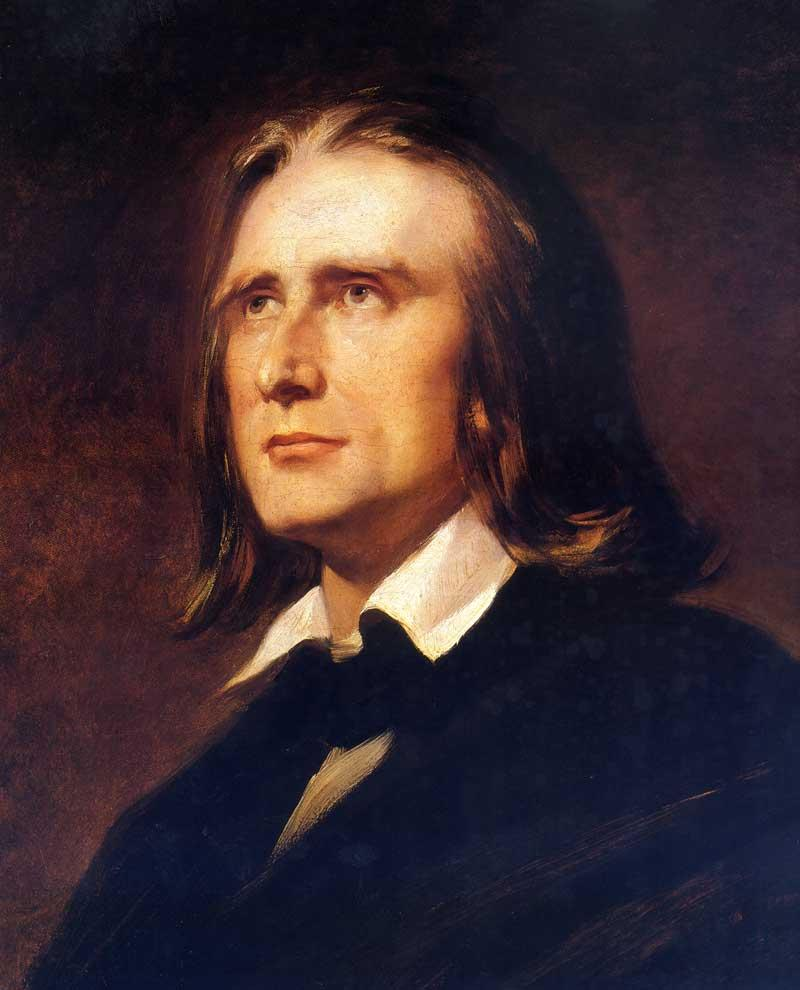
Franz Liszt 1856, nach einem Gemälde von Wilhelm von Kaulbach

Entsprechend der großen Beliebtheit der Oper und ihrer schnellen Verbreitung bestand bald ein Bedarf an Reproduktionen, in der Zeit vor Erfindung des Fonografen also vor allem an musikalischen Bearbeitungen für Soloinstrumente, die eine Wiedergabe in Konzerten, aber auch im Rahmen der Hausmusik ermöglichten. Anton Diabelli verfasste schon 1853 drei Potpourri[s] nach Motiven der Oper: Rigoletto von G. Verdi. Für Pianoforte und Violine concertant (op. 130). Bekannt waren auch eine Rigoletto-Fantasie von Karl und Franz Doppler für zwei Flöten und Klavier sowie eine Rigoletto-Fantasie für zwei Klarinetten und Bassetthorn (op. 38), außerdem eine Bearbeitung des Gitarrenvirtuosen Johann Kaspar Mertz.
Bis in die Gegenwart erhalten haben sich vor allem die Verdi Paraphrasen und Transcriptionen von Franz Liszt, zu denen auch die Konzert-Paraphrase des Quartetts aus dem dritten Akt von 1859 gehört.

## Diskografie
Das in der dramatischen Konzeption von Rigoletto so wichtige Aufeinanderprallen gegensätzlicher Momente betrifft nicht nur Libretto und Musik, sondern immer auch das unmittelbare Bühnengeschehen bis hin zu einzelnen Requisiten: Die Anordnung von Orchester und Bühnenmusik, Rigolettos Buckel, Sparafuciles Degen im zweiten Bild, Maske und Leiter bei der Entführung Gildas, das Innen und Außen in Quartett und Terzett des dritten Aktes und schließlich der Sack in der Schlussszene sind als visuelle Elemente wesentlich. Dass sie in Tonaufzeichnungen fehlen, liegt in der Natur der Sache, „… bedenklich stimmt nur, wie selten dieser Verlust auch als Mangel empfunden wird“ – die „ekelhafte Geschichte“ der Bühne wird so vom konzertanten Charakter der Tonaufzeichnung wieder verdrängt. In den Aufnahmen „… spiegeln sich daher konsequenterweise sehr viel häufiger die Veränderungen in der Kunst italienischen Operngesangs als Ansätze für eine dramaturgische Bewältigung von Victor Hugos und Giuseppe Verdis Stück“. Die Aufnahmen von Rigoletto bilden deshalb nicht selten bloß eine Plattform zur Präsentation von Gesangsstars – eine „dramaturgisch überzeugende Besetzung“ der drei Hauptrollen ist jedoch alles andere als trivial und im Ergebnis „eher ein seltener Glücksfall als der Regelfall“.
Einer umfangreichen Diskografie stand das jedoch nicht im Wege. Für die Zeit zwischen 1907 und 2009 verzeichnet Operadis 190 komplette Einspielungen, davon 115 Live-Aufnahmen. Bis 1939 waren es zehn, zwischen 1940 und 1950 noch einmal 15. Zu einer Fülle von Einspielungen kam es dann in den 1950er-Jahren, als neue Aufnahmetechniken nicht nur eine längere Spieldauer der Tonträger, sondern durch Bandschnitt auch erstmals echte „Musikproduktionen“ (nicht nur bloße Wiedergaben) ermöglichten. Zwischen 1950 und 1959 waren es 31, zwischen 1960 und 1969 weitere 36, zwischen 1970 und 1979 noch einmal 33 Aufnahmen; seither geht die Zahl etwas zurück: 1980–1989: 23, 1990–1999: 14 und 2000–2009: 26; wobei seit Anfang der 1980er-Jahre viele Vinyl-Einspielungen auf CD digitalisiert wurden, so dass der jährliche Rigoletto-Output zum Teil deutlich höher lag. Fünf Aufnahmen erfolgten in Englisch, zwölf in Deutsch und jeweils eine in Russisch, Bulgarisch und Ungarisch, die letzte Produktion in deutscher Sprache erfolgte 1971 unter Siegfried Kurz mit der Dresdner Staatskapelle, Ingvar Wixell in der Titelrolle, Anneliese Rothenberger (Gilda) und Róbert Ilosfalvy (Herzog). Seit 1983 werden die Aufnahmen nur noch in der italienischen Originalsprache produziert. Weitere Veränderungen im Musikmarkt zeigen sich darin, dass seit 1996 keine Studioproduktionen mehr erstellt wurden und dass neuere Aufnahmen, wie die unter Nello Santi (2002) oder die unter Fabio Luisi (2010), nur noch auf DVD, also nicht mehr als reine Tonträger veröffentlicht wurden.

### Historische Aufnahmen
Aufnahmen von Rigoletto bzw. einzelner Nummern aus dieser Oper gibt es, seit es professionelle Tonaufnahmen gibt. Die Arie „Questa o quella“ aus dem ersten Akt ist mit Klavierbegleitung schon auf der legendären ersten Aufnahme (noch auf Walze) Enrico Carusos von 1902 zu finden. Andere bekannte Interpreten von Nummern aus Rigoletto waren in der Frühzeit der Tonaufzeichnung Giovanni Martinelli, Giacomo Lauri-Volpi (jeweils Herzog), Titta Ruffo, Giuseppe De Luca, Pasquale Amato (Rigoletto), Marcella Sembrich, Luisa Tetrazzini oder Lily Pons (Gilda). 78er-Schallplatten mit dem Quartett aus dem dritten Akt von Rigoletto und dem Sextett aus Lucia di Lammermoor auf der Rückseite gehörten in den 1920er- und 1930er-Jahren zur Grundausstattung einer Schallplattensammlung. Fast alle diese Aufnahmen sind heute auf CD erhältlich.
Rigoletto ist eine der ersten Opern, die in voller Länge auf Schallplatte aufgezeichnet wurden. Erstmals wurde das Werk 1912 komplett aufgenommen (in französischer Sprache), wofür insgesamt 25 Platten benötigt wurden; bei einer Gesamtspieldauer von knapp zwei Stunden musste also alle vier bis fünf Minuten gewechselt werden. 1915–1918 erfolgte eine erste Aufnahme in italienischer Sprache, mit Antonio Armentano Anticorona, Angela De Angelis und Fernando de Lucia in den Hauptrollen auf 18 doppelseitigen 78er-Platten.
Die unzureichende Aufnahmetechnik in der Ära der akustischen Tonaufzeichnung (bis etwa 1925 wurden dafür keine Mikrophone verwendet, sondern ein Schalltrichter, vor dem sich Sänger und Orchester drängten) verfälscht allerdings den Höreindruck nicht unerheblich: „… während beim Quartett aus dem vierten [sic! recte: dritten] Akt des Rigoletto die Stimme Carusos – das Spektrum des Tenors liegt etwa zwischen 200 und 700 Hz – in ihrer ganzen Fülle und Farbigkeit erfaßt worden ist, klingen die Stimmen von Marcella Sembrich (1908), Luisa Tetrazzini (1912) und Amelita Galli-Curci (1917) wie farblose Pfeiftöne.“ Von diesen technischen Mängeln abgesehen, erlauben die zahlreichen historischen Aufnahmen einen Überblick über mittlerweile rund zwei Drittel der Interpretationsgeschichte des Rigoletto und damit auch über Veränderungen im Verständnis dieser Oper, soweit sich das im Gesang ausdrückt.

### Rollenportraits auf CD
Rigoletto
Die ersten Tonaufzeichnungen von Rigoletto wurden in einer Zeit vorgenommen, die stilistisch vom Verismo und seinem expressiven Gesangsstil geprägt war, damals in der italienischen Oper die zeitgenössische Musikrichtung. Die noch am Belcanto orientierte „alte Schule“, wie sie beispielsweise in den Rigoletto-Interpretationen von Giuseppe de Luca, Mattia Battistini oder Victor Maurel anklingt, bilden gegenüber diesem Trend eine Ausnahme. Der herausragende Sänger des Rigoletto war Anfang des 20. Jahrhunderts Titta Ruffo, der in dieser Rolle 1904 an der Scala debütierte. Auch von ihm gibt es keine Gesamtaufnahme, aber seine Interpretation ist in allen großen Szenen der Oper in Einzelaufnahmen erhalten. Wie Ruffo die Rolle gestaltet, analysiert Jürgen Kesting:

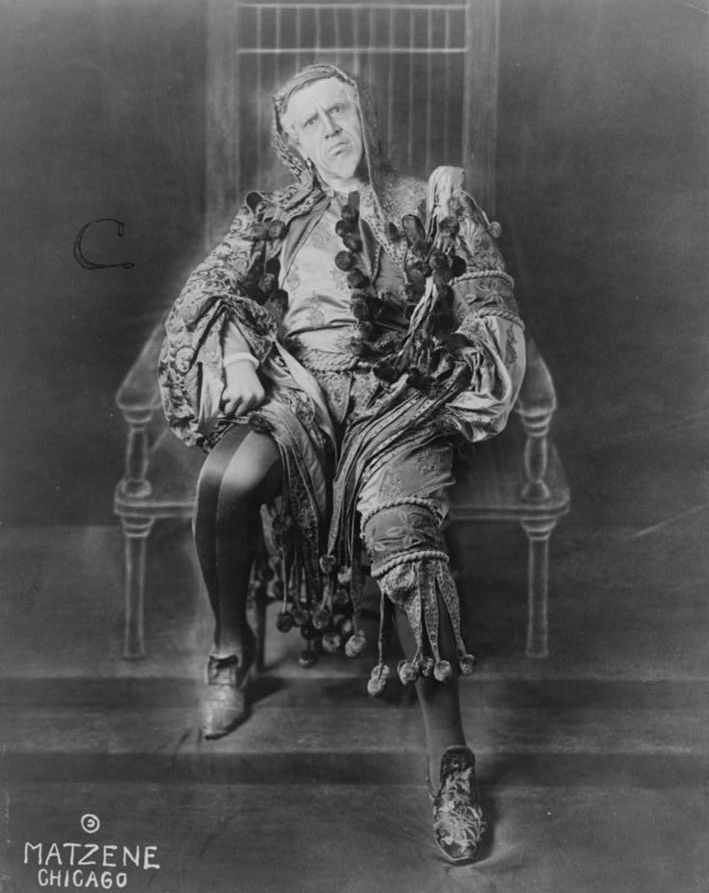
Titta Ruffo als Rigoletto

„… man erlebt […] ein nuanciert-expressives Rollen-Portrait. Es ist nicht das Portrait eines empfindsamen Vaters, sondern einer ‚Verdammten Seele‘ (Celletti), die nicht nur Opfer ist, sondern auch Racheengel. ‚Pari siamo‘ erklingt mit brütender Intensität, ‚Deh non parlare al misero‘ (1912 mit Finzi-Magrini) klingt verhalten und verhangen durch die Abschattung der Stimme, weniger durch die Reduzierung der Dynamik. Auch ‚Piangi, fanciulla‘ singt Ruffo mit voller, nicht aber lauter Stimme, die bei ‚Cortigiani‘ förmlich explodiert. Die kontrastierende Episode ab ‚Miei signori perdono, pietate‘ tönt Ruffo mit schmerzlichem Pathos ab, doch die Phrase ‚Tutto al mondo è tal figlia per me‘ und ‚Ridate a me la figlia‘ tönen nicht nur das klagende Leid des Vaters, sondern die Härte der Rachedrohung. Nur wenige Sänger haben die gespielte Sorglosigkeit des ‚La rà, la rà‘ vor der großen Invektive so vielsagend gesungen wie Ruffo. […] ‚Vindice avrai‘ ist in der Partitur auf C-C notiert. Doch schon bei der Uraufführung ging der Bariton Varesi auf das Es und hielt dies endlos an. Mit dem letzten Rest des Atems ging er dann, mit quasi-erstickter Stimme, in die Cabaletta hinein. An der selben Stelle sang Victor Maurel, auch auf dem Es, mit Messa di voce. Ruffo singt das Es voll aus, diminuiert und geht mit leise-vibrierender Stimme über in ‚Sì, vendetta‘. Der Effekt ist großartig (zumal ‚avrai‘ nicht, wie bei vielen anderen später, sinnlos überdehnt wird), und bei der Phrase ‚Come un fulmine scagliato da Dio‘ erlebt man den Ausbruch eines Vulkans.“

Ruffos Interpretation blieb stilbildend bis ins Zeitalter der Langspielplatte. Anfang der 1950er-Jahre wurden nicht nur die Aufnahmetechniken verbessert, sondern auch künstlerisch neue Wege beschritten, etwa durch die Wiederbelebung von Traditionen des Belcanto. In dieser Ära schufen neben Leonard Warren, Gino Bechi, Ettore Bastianini und Giuseppe Taddei insbesondere Tito Gobbi und Robert Merrill prägende Rollenportraits: „… der zwischen Witz und Pathos, Parlando und Kantilene, Zynismus und Liebe gespaltenen Titelfigur kam bislang [1986] niemand näher als Merrill.“ Gobbi machte stimmliche Grenzen durch seine Ausdrucksfähigkeit wett, zum Beispiel in Rigolettos Monolog „Pari siamo“:

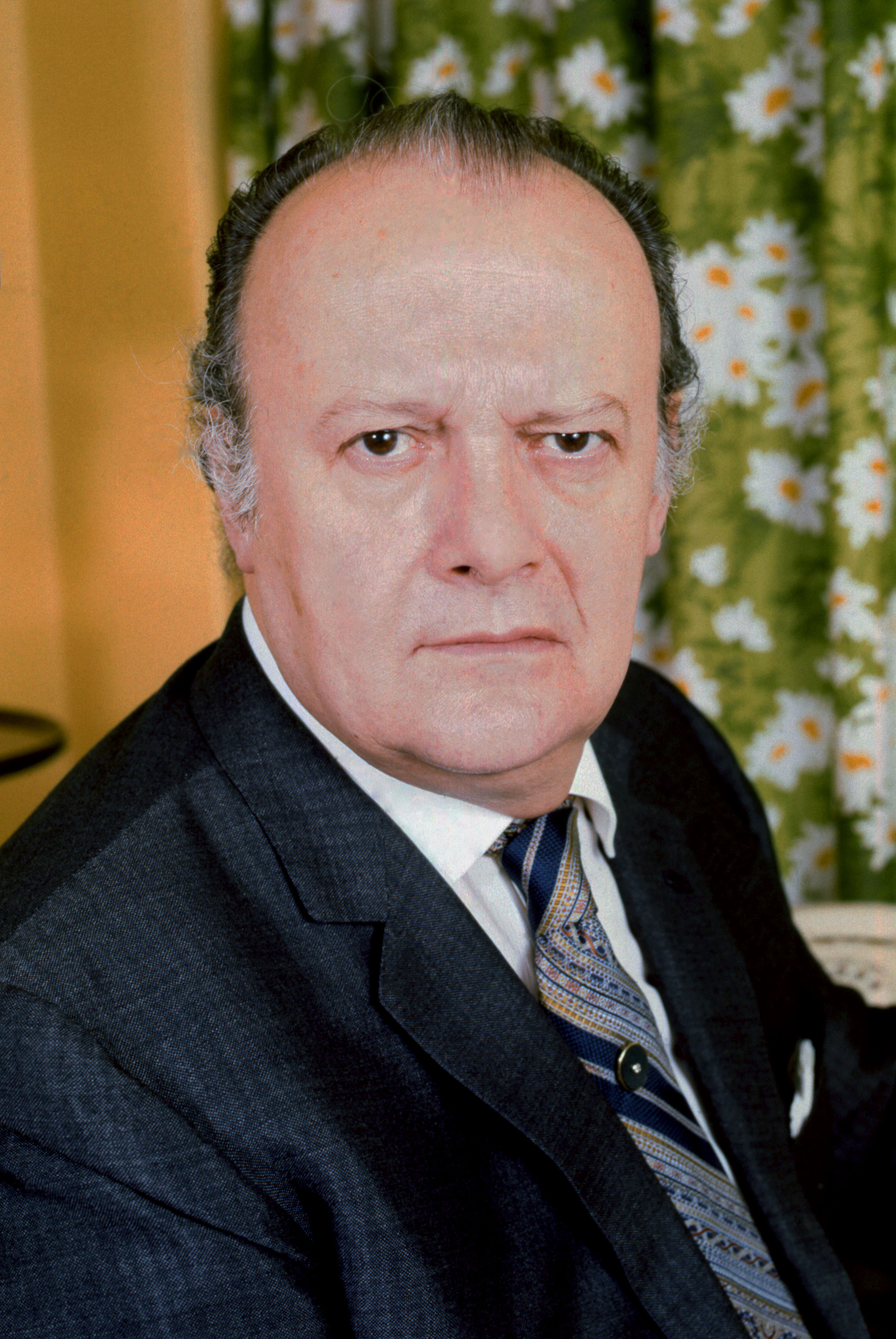
Tito Gobbi

„… Der Klang ist düsterbrütend, ‚Io la lingua‘ kommt mit verzweifeltem Sarkasmus, ‚egli ha il pugnale‘ mit brutaler Wut. ‚Che ride‘ zeigt mit gestischer Deutlichkeit, wie verzweifelt Lachen sein kann. Das angstvolle ‚Quel vecchio maledivami‘ legt er auf ein fein gesponnenes Legato, vorbildlich anschwellend. Akzentuierend auf dem /i/ von ‚maledivami‘: Es ist der Moment, in dem ‚la maledizione‘ (das Leitmotiv der Oper) gleichsam zum Trauma wird. Die Sechzehntel bei den akzentuierten Phrasen ‚O uomini‘, ‚o natura‘ und ‚vil scellerato‘ bildet er prägnant. Jedes Wort bekommt seine Inflektion, seine Farbe, seinen Ausdruck, jede Phrase ihre Spannung, jeder Ausruf seine Dringlichkeit.“

Auch wenn der Rigoletto heute zum Standard-Repertoire von Baritonen gehört, so gelingt es nicht jedem Interpreten, die lyrisch-belcantistischen ebenso wie die dramatischen Seiten der Rolle abzudecken. Die Anforderungen sind groß: „Die Rigoletto-Stimme benötigt deshalb in gleichem Maße Zerbrechlichkeit wie Grandiosität, helle Beweglichkeit wie baritonale Wucht.“ Selbst namhafte Sänger wie Dietrich Fischer-Dieskau, Leo Nucci oder Plácido Domingo waren bzw. sind in dieser Rolle umstritten.
Gilda
An der Auffassung der Rolle Gildas zeigt sich ein Wandel anderer Art. Zu Beginn des 20. Jahrhunderts wurde Gilda, entsprechend dem damals gängigen Frauenbild, primär als schwärmerisches Mädchen, als unschuldig Verführte und schließlich als törichtes Opfer gesehen: „… ein Mädchen von äußerster Einfachheit, Reinheit und Unschuld“. Dementsprechend wurde die Partie in der Anfangszeit der Einspielungen vornehmlich mit „leichten“ Stimmen besetzt, mit soprani leggeri, also Koloratursopranen wie Marcella Sembrich, Luisa Tetrazzini oder Erna Berger. Toti dal Monte, die die Gilda in einer Inszenierung von 1922 unter Arturo Toscanini an der Scala sang, galt so lange Zeit als die ideale Gilda. Ihr „ätherischer Gesang“ sorgte für das „Unberührbare, Mädchenhafte, Kristallinische“, das von dieser Partie erwartet wurde.
Diese Richtung der Interpretation verstellt jedoch eine andere Dimension: Gilda ist ja keineswegs das „unschuldige Mädchen“, das vielleicht in „Caro nome“ (entsprechend der Verdischen Logik der Gegensätze) zu hören ist; inwieweit zwischen ihr und dem Herzog Einverständnis herrscht, bleibt in der letztlich realisierten Fassung (nach Streichung der „Schlüsselszene“) ohnehin offen. Alle drei Duette mit Rigoletto zeigen eine Gilda, die sich ihrem Vater, seinem Lebensplan bzw. seiner „Lebenslüge“ und seinem patriarchalischen Wertekanon widersetzt, bis sie am Ende den Entschluss fasst, die Pläne des Vaters zu vernichten, ein Rollenverständnis, das mit den Mitteln des Koloratursoprans nicht mehr umzusetzen ist: „Die Interpretin der Gilda braucht für diese Rolle ein tiefes menschliches Empfinden, Einfühlungsvermögen und Verständnis; darum kann ich nicht verstehen, warum dieser Part oft einem soprano leggero anvertraut wird. Gilda schätzt die Liebe so hoch, dass sie bereit ist, ihr Leben dafür zu opfern. Den Herzog töten hieße ihr Ideal der Liebe töten.“
In diesem Sinne hat Toscanini schon 1944 die Gilda abweichend von der jahrzehntelangen Praxis mit Zinka Milanov besetzt, also mit einer dramatischen Sopranistin, die vor allem als La Gioconda, Aida oder Leonora (in Il trovatore) bekannt wurde; eine CD-Aufnahme des dritten Akts dieser Inszenierung ist erhalten. Diese Besetzung stieß jedoch auf deutliche Ablehnung, sodass diese Interpretationsrichtung vorerst eine Episode blieb.
Anfang der 1950er-Jahre veränderte Maria Callas, die über beide Stimmtypen verfügte, die Sicht auf diese Rolle. Auf der Bühne hat Callas die Gilda zwar lediglich zweimal gesungen, es liegen der Mitschnitt einer Aufführung von 1952 (in Mexiko-Stadt unter Umberto Mugnai mit Piero Campolonghi als Rigoletto und Giuseppe Di Stefano als Herzog) sowie eine Studioproduktion von 1955 (unter Tullio Serafin) auf CD vor, wobei nur in der Studioproduktion mit Tito Gobbi ein adäquater Partner zur Verfügung stand. Das Rollen-Portrait, das nicht nur erklärte Callas-Fans unter den Experten wie Jürgen Kesting („Callas entwickelt die Partie wie keine andere Interpretin, singt zu Beginn mit ihrer zaubrischen Kleinmädchenstimme, entfaltet ein exemplarisches Legato im Duett mit Rigoletto, … In ‚tutte le feste’ und im Duett ‚Piangi, fanciulla piangi’ ist plötzlich eine ganz neue Stimme zu hören, ein von Leid und Schmerz getränkter Klang“) oder John Ardoin als „Meilenstein der Interpretationsgeschichte“ ansehen: „Den Soprano spinto der Gilda hat zumindest auf der instrumentalen Seite der Medaille wohl keine genialer getroffen als Maria Callas …“ Ab den 1960er-Jahren wurden für Einspielungen der Oper, so verfügbar, dann Stimmen bevorzugt, die über Koloratursicherheit hinaus auch den dramatischen Aspekt umsetzen konnten, beispielsweise Joan Sutherland, Renata Scotto oder Ileana Cotrubaș.
Herzog

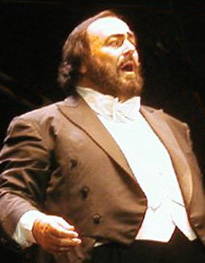
Luciano Pavarotti

Die Partie des Herzogs gilt seit Caruso als Paraderolle für Tenöre. Nicht zuletzt wegen der einfach strukturierten Zugnummern wie „La donna e mobile“ werden jedoch die Anforderungen an die Partie häufig unterschätzt. Die Mischung aus Emphase, Machismo und Zynismus fordert die Ausdrucksmöglichkeiten der Sänger: „Nicht allen war es jedoch gegeben, mit stimmlicher Eleganz genau diese von Verdi intendierte Charakterisierung zu treffen.“ Auch technisch ist die Partie anspruchsvoll: „Sie verlangt nicht nur großen Umfang und eine leichte Extensionsfähigkeit in die Höhe bis zum Des und zum D, sondern auch Singen ‚auf dem Atem‘ in vielen Passagen, die in der so genannten Passagio-Region liegen.“ Alfredo Kraus, Carlo Bergonzi und Luciano Pavarotti haben in Interviews erklärt, dass sie diese Partie für die schwierigste der Tenor-Partien Verdis halten.
Nach Caruso konnten sich Beniamino Gigli und Tito Schipa in der Rolle des Herzogs profilieren; sie „verbanden in ihren Interpretationen veristische Manierismen mit beeindruckendem Mezzavoce alter italienischer Schule“. Bekannte Vertreter der Partie waren nach dem Zweiten Weltkrieg unter anderen Jussi Björling und Carlo Bergonzi, nachhaltig geprägt hat die Rolle Alfredo Kraus, der die Partie insgesamt vierzehnmal einspielte: „1960 sang er den Herzog unter Gavazzeni, 1963 unter Georg Solti – und beide Male sang er ihn besser, vor allem vollständiger als alle seine Rivalen.“ Hervorzuheben ist auch die Aufnahme von 1971 mit Luciano Pavarotti; er „bietet eine exemplarische Interpretation – auch wenn sie nicht alle Erwartungen erfüllen mag“. Dagegen entsprechen Interpretationen von Sängern wie Giuseppe Di Stefano, Franco Corelli oder Mario del Monaco, die einen „athletischen Gesangsstil“ pflegten, nicht mehr den heutigen Hörgewohnheiten.

### Gesamtaufnahmen (Auswahl)
(Dirigent; Rigoletto, Gilda, Herzog, Sparafucile, Maddalena; Label)
- 1912; François Ruhlmann, Jean Noté, Aline Vallandri, Robert Lassalle, Pierre Dupré, Ketty Lapeyrette; Audio Encyclopedia, (CD 1999)
- 1944; Arturo Toscanini; Leonard Warren, Zinka Milanov, Jan Peerce, Nicola Moscona, Nan Merriman; RCA/Urania (nur 3. Akt)
- 1954; Angelo Questa; Giuseppe Taddei, Lina Pagliughi, Ferruccio Tagliavini, Giulio Neri, Irma Colasanti; Warner-Fonit
- 1955; Tullio Serafin; Tito Gobbi, Maria Callas, Giuseppe Di Stefano, Nicola Zaccaria, Adriana Lazzarini; EMI
- 1956; Ionel Perlea; Robert Merrill, Roberta Peters, Jussi Björling, Giorgio Tozzi; Naxos
- 1956; Mario Rossi, Josef Metternich, Mimi Coertse, Libero De Luca, Gottlob Frick, Ira Malaniuk, Walhall - WLCD0193
- 1960; Gianandrea Gavazzeni; Ettore Bastianini, Renata Scotto, Alfredo Kraus, Ivo Vinco, Fiorenza Cossotto; BMG
- 1961; Nino Sanzogno; Cornell MacNeil, Joan Sutherland, Renato Cioni, Cesare Siepi, Stefania Malagu; Decca
- 1963; Georg Solti; Robert Merrill, Anna Moffo, Alfredo Kraus, Ezio Flagello, Rosalind Elias; RCA
- 1964; Rafael Kubelík; Dietrich Fischer-Dieskau, Renata Scotto, Carlo Bergonzi, Ivo Vinco, Fiorenza Cossotto; Deutsche Grammophon
- 1967; Francesco Molinari-Pradelli; Cornell MacNeil, Reri Grist, Nicolai Gedda, Agostino Ferrin, Anna di Stasio; EMI
- 1971; Richard Bonynge; Sherrill Milnes, Joan Sutherland, Luciano Pavarotti, Martti Talvela, Huguette Tourangeau; Decca
- 1977; Francesco Molinari-Pradelli; Rolando Panerai, Margherita Rinaldi, Franco Bonisolli, Bengt Rundgren, Viorica Cortez; Arts Music
- 1978; Julius Rudel; Sherrill Milnes, Beverly Sills, Alfredo Kraus, Samuel Ramey, Mignon Dunn; EMI
- 1979; Carlo Maria Giulini; Piero Cappuccilli, Ileana Cotrubaș, Plácido Domingo, Nikolaj Gjaurow, Elena Obraztsova; Deutsche Grammophon
- 1984; Giuseppe Sinopoli; Renato Bruson, Edita Gruberová, Neil Shicoff, Robert Lloyd, Brigitte Fassbaender; Decca
- 1989; Riccardo Chailly; Leo Nucci, June Anderson, Luciano Pavarotti, Nikolaj Gjaurow, Shirley Verrett; Decca
- 1993; James Levine; Vladimir Chernov, Cheryl Studer, Luciano Pavarotti, Roberto Scandiuzzi, Denyce Graves; Deutsche Grammophon
- 2000; Mark Elder; John Rawnsley, Helen Field, Arthur Davies, John Tomlinson, Jean Rigby; Chandos

### Verfilmungen (Auswahl)
- Rigoletto (1946) – Regie: Carmine Gallone, Dirigent: Tullio Serafin, Sänger: Tito Gobbi, Lina Pagliughi, Mario Filippeschi, Giulio Neri
- Rigoletto (1977) – Regie: Kirk Browning, Dirigent: James Levine, Sänger: Cornell MacNeil, Ileana Cotrubaș, Placido Domingo
- Rigoletto (1983) – Regie: Jean-Pierre Ponnelle, Dirigent: Riccardo Chailly, Sänger: Ingvar Wixell, Edita Gruberova, Luciano Pavarotti, Ferruccio Furlanetto
- Rigoletto (1995) – Regie: Barry Purves (Animationsfilm)[109][110]
- Rigoletto (2000) – Regie: David McVikar, Dirigent: Edward Downes, Sänger: Paolo Gavanelli, Christine Schäfer, Marcelo Álvarez
- Rigoletto (2002) – Regie: Gilbert Deflo, Dirigent: Nello Santi, Sänger: Leo Nucci, Elena Mosuc, Piotr Beczala
- Giuseppe Verdi’s Rigoletto Story (2005) – Regie: Gianfranco Fozzi, Dirigent: Keri-Lynn Wilson, Sänger: Roberto Servile, Inva Mula, Marcelo Álvarez, Dauer: 126 Minuten
- Rigoletto (2008) – Regie: Nikolaus Lehnhoff, Dirigent: Fabio Luisi, Sänger: Zeljko Lučić, Diana Damrau, Juan Diego Flórez

## Rigoletto in Film und Fernsehen
Aufgrund der großen Popularität gilt Rigoletto häufig als Synonym für Oper überhaupt (oder sogar für „Italianità“ bzw. italienische Lebensweise im weitesten Sinn und wird beispielsweise im Film entsprechend zitiert). In dem deutschen Kriminalfilm „Die Stunde der Versuchung“ von 1936 unter der Regie von Paul Wegener, mit Gustav Fröhlich, Lída Baarová und Harald Paulsen, bildet ein Opernbesuch mit einer Rigoletto-Aufführung die Rahmenhandlung. In Bernardo Bertoluccis 1976 entstandenem Filmepos Novecento (1900) leitet ein als Rigoletto verkleideter betrunkener Buckliger mit dem Ausruf „Verdi ist tot“ die zweite Episode ein. Das Quartett aus dem 3. Akt von Rigoletto steht im Zentrum des unter der Regie von Dustin Hoffman gedrehten britischen Spielfilms Quartett (2012). Der auf einem Theaterstück von Ronald Harwood basierende Film erzählt die Geschichte von ehemaligen Sängern und Musikern, die ihr Altenheim durch eine Verdi-Gala, in deren Mittelpunkt das Quartett stehen soll, vor dem finanziellen Ruin retten wollen.
Auch die Werbung greift gelegentlich auf Rigoletto zurück, so 1992 ein Werbeclip für Choco Crossies von Nestlé mit einem Zitat der Arie La donna è mobile, ebenso Dr. Oetker 2006 für die Pizza Ristorante.